# Гумбольдт, Александр фон
Фридрих Вильгельм Генрих Алекса́ндр фон Гу́мбольдт (нем. Friedrich Wilhelm Heinrich Alexander Freiherr von Humboldt, 14 сентября 1769, Берлин — 6 мая 1859, там же) — немецкий географ, натуралист и путешественник, один из основателей географии как самостоятельной науки; младший брат учёного Вильгельма фон Гумбольдта.
Научные интересы Гумбольдта были необычайно разнообразны. Своей основной задачей он считал «постижение природы как целого и сбор свидетельств о взаимодействии природных сил»; за широту научных интересов современники прозвали его Аристотелем XIX века. Исходя из общих принципов и применяя сравнительный метод, он создал такие научные дисциплины как физическая география, ландшафтоведение, экологическая география растений. Благодаря исследованиям Гумбольдта были заложены научные основы геомагнетизма.
Уделял большое внимание изучению климата, разработал метод изотерм, составил карту их распределения и фактически дал обоснование климатологии как науки. Подробно описал континентальный и приморский климат, установил природу их различий.
Член Берлинской (1800), Прусской и Баварской академий наук. Почётный член Петербургской академии наук (1818).

## Путь в науке

### Семья

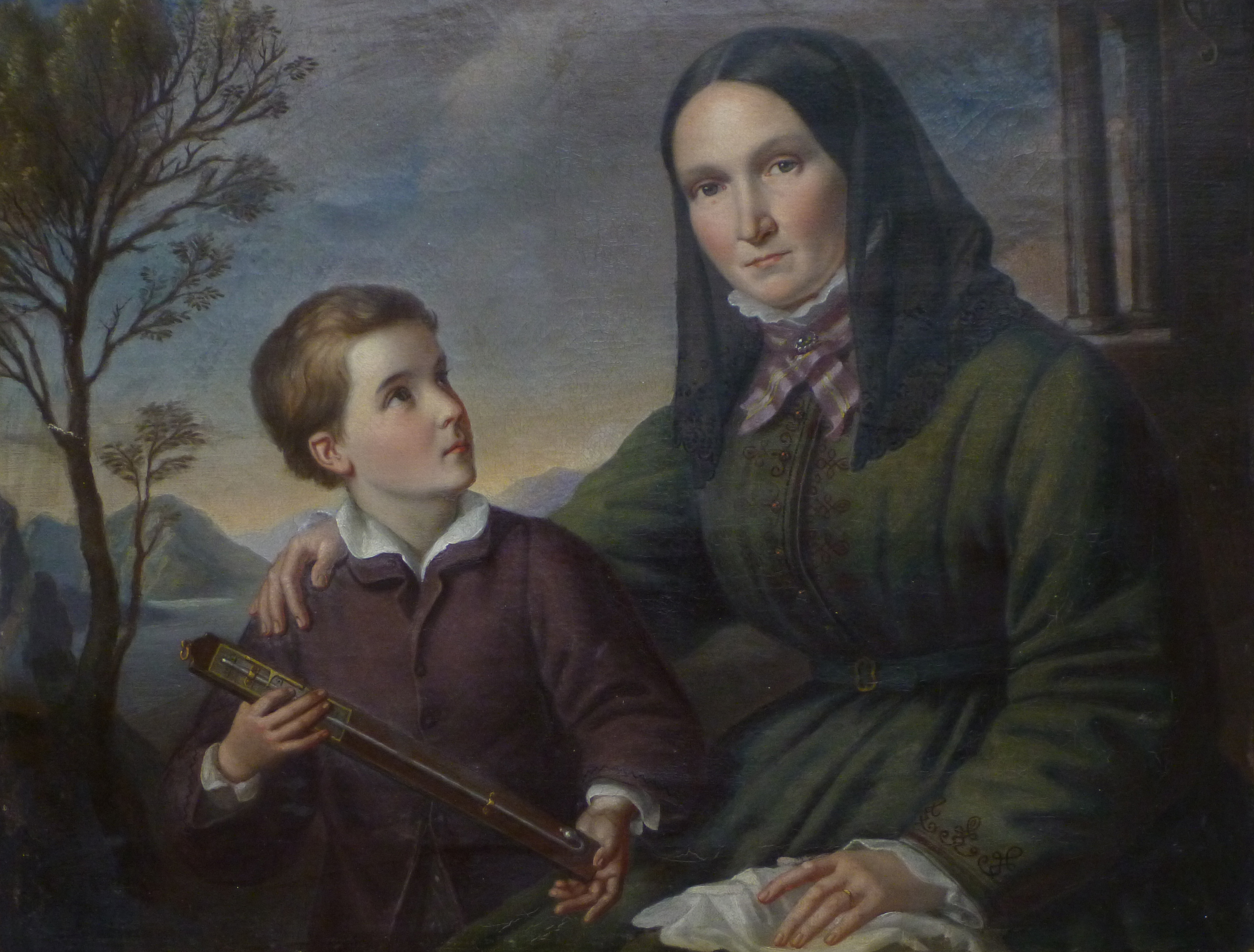
Юный Александр, держащий барометр, вместе со своей овдовевшей матерью

По отцовской линии братья Гумбольдты происходили из померанской буржуазии. Их дедушка служил офицером в прусской армии и в 1738 г. был возведён в дворянское достоинство, благодаря личным заслугам и поданной просьбе. Его сын Александр Георг также был прусским офицером, отличился в Семилетней войне. После выхода в отставку в 1766 г., Александр Георг переехал в Берлин, где был назначен камергером наследного принца и сочетался браком с состоятельной вдовой — баронессой Марией Елизаветой фон Гольведе (урождённой Коломб). Мария Елизавета происходила из семьи французских гугенотов, бежавших в Пруссию от насилий и притеснений Людовика XIV. Благодаря женитьбе Александр Георг фон Гумбольдт стал владельцем пригородного дворца Тегель и прилегающих земель. У Александра Георга и Марии Елизаветы родилось двое сыновей: Вильгельм (22 июня 1767) и Александр (1769). Единоутробным братом Александра и Вильгельма (от первого брака их матери) был слабоумный Фердинанд фон Гольведе (1763—1817).
Сам же Александр фон Гумбольдт никогда не был женат.
Будущего учёного крестили в кафедральном соборе Берлина. Его крёстными отцами были будущий король Пруссии Фридрих Вильгельм II, герцог Фердинанд Брауншвейгский (вероятно, Карл Вильгельм Фердинанд Брауншвейгский) и пруский министр барон фон Финкенштейн (вероятно, Карл Вильгельм фон Финкенштейн).

### Учёба и первые шаги в науке

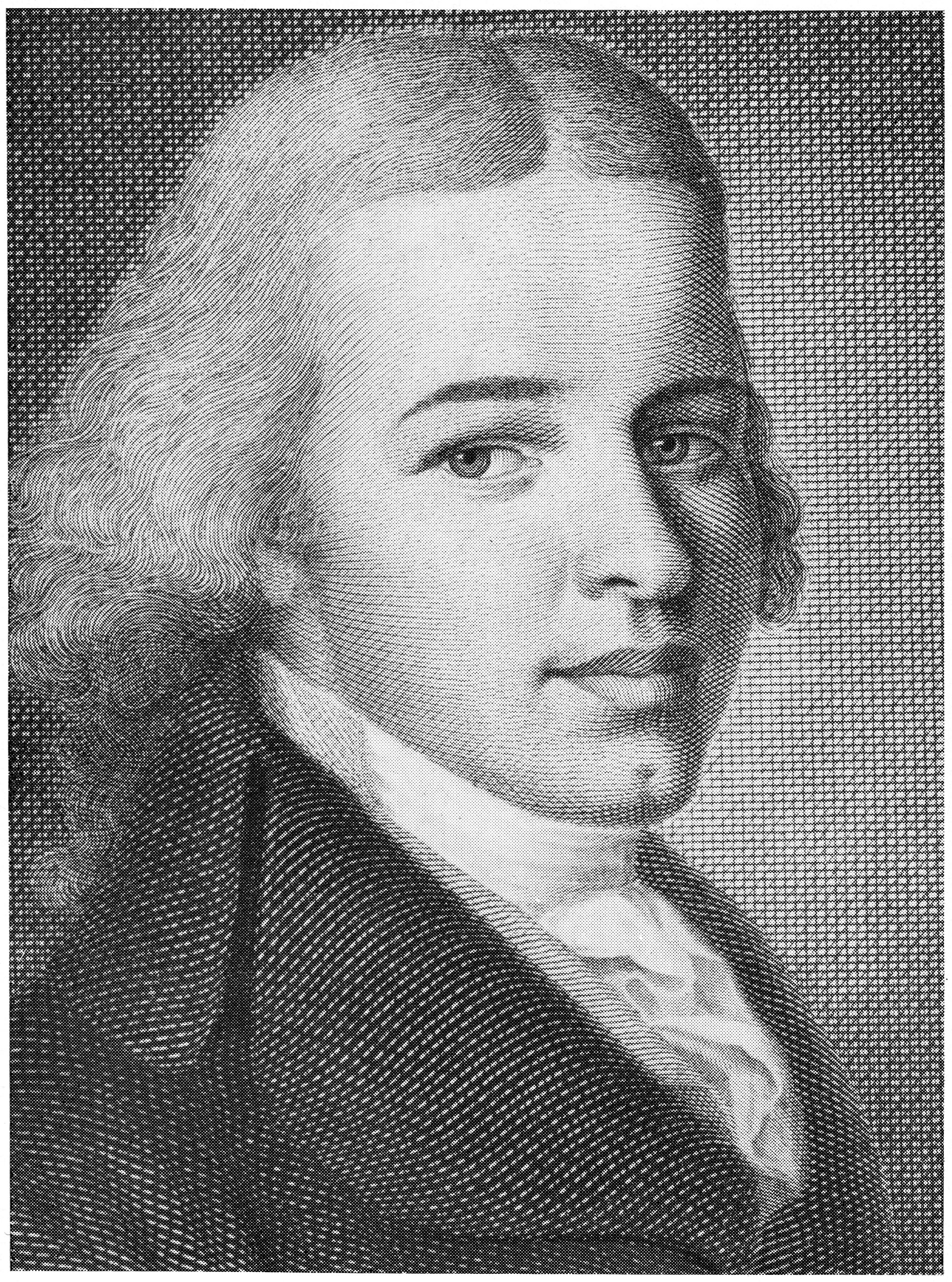
Александр фон Гумбольдт

Александр и Вильгельм получили замечательное домашнее образование. Их первым гувернёром был Иоахим Генрих Кампе, впоследствии известный педагог и лингвист. В 1777 году воспитателем мальчиков стал Кристиан Кунт, приверженец Руссо, обладавший энциклопедическими познаниями.
Образование братьев Гумбольдтов находилось под большим влиянием эпохи Просвещения, идей Канта и Руссо. Их преподавателями были философ и литератор И. Энгель, историк Х. Дом, богослов и знаток древних языков Лёффлер. Александра считали тяжёлым, не любящим учёбу ребёнком, но он проявлял интерес к природе и имел художественный талант.
В 1785 году Гумбольдт познакомился с К. Николаи и М. Мендельсоном.
В 1787 году он поступил в университет Франкфурта-на-Одере, где изучал экономику и финансы. Он посещал также лекции по медицине, физике, математике и науке о древнем мире.
В 1788 году Александр приехал в Берлин, где обучался греческому языку и технологии. Хороший знакомый Гумбольдта К. Л. Вильденов, в будущем — директор Берлинского ботанического сада и известный специалист по таксономии растений, помог ему освоить ботанику.
Весной 1789 года братья Гумбольдты прибыли в прославленный Гёттингенский университет, где преподавали такие именитые учёные, как Х. Гейне (классическая литература), И. Блуменбах (анатомия), А. Кестнер (математика и физика), Г. Лихтенберг (физика и астрономия), И. Эйхгорн (восточные языки и история) — и Александр с энтузиазмом посещал лекции. Благодаря К. Гейне он увлёкся археологией и подготовил свою первую, неопубликованную, научную работу — «О тканях греков». В том же году он осуществил путешествие по Германии. В Гёттингенском университете Александр написал своё первое геологическое сочинение — «О рейнских базальтах» (Mineralogische Beobachtungen über einige Basalte am Rhein. — Brunswick, 1790). Там же он подружился с естествоиспытателем и этнографом Георгом Форстером, участником второй кругосветной экспедиции Джеймса Кука.
Вдвоём с Г. Форстером они совершили путешествие за пределы немецких земель: отправившись в марте 1790 года из Майнца (по Рейну), побывали в Нидерландах, Англии, достигли берегов Франции и в июне прибыли в Париж. Результатом этой экспедиции, по словам Гумбольдта, стала «сильная и внезапно пробудившаяся страсть к путешествиям и посещению отдалённых тропических стран». Вскоре он приехал в Гамбург, где занимался минералогией и ботаникой, а также, в качестве студента торговой академии, обучался языкам. Свои ботанические занятия он продолжил в Берлине и в итоге подготовил несколько научных заметок, одна из которых была посвящена феномену ускоренного прорастания семян под воздействием хлора.
Летом 1791 года Александр приехал во Фрайберг, чтобы изучать геологию в горной академии под руководством А. Г. Вернера (14 июня 1791 г. — 27 февраля 1792 г.). В августе 1791 года, в сопровождении одного из друзей по академии, И. К. Фрайеслебена, он посетил Богемию.

Зимой 1792 года, завершив учёбу, Гумбольдт возвратился в Берлин:

Способности Александра… уже обнаружились в полном блеске. Он обладал обширными и разносторонними сведениями не только в естествознании, но и в истории, юридических науках, классической литературе… владел несколькими языками, напечатал ряд самостоятельных исследований… и обдумывал планы будущих путешествий… К этому нужно прибавить полную материальную обеспеченность.— Энгельгардт М. А. Александр Гумбольдт, его жизнь, путешествия и научная деятельность. — СПб., 1891

### Зрелые годы
В 1792 году Гумбольдт получил место обер-бергмейстера в Ансбахе и Байройте. Занятия, связанные с этой должностью, вполне отвечали желаниям Гумбольдта, и он ревностно принялся за них. Стараясь поощрять и развивать горную промышленность, он изучал её историю по архивным документам, возобновил заброшенные рудные копи в Гольдкронахе, устроил школу горного дела в Штебене, занимался изучением газов в шахтах и пытался изобрести безопасную лампу и дыхательный аппарат для употребления в тех случаях, когда в шахте скапливается много углекислоты или других вредных газов. В 1792—1794 годах он осуществлял многочисленные инспекционные поездки по землям Германии.
Параллельно с этой практической работой шли научные исследования: публиковались статьи и заметки по геологии и ботанике, в том числе «Флора тайнобрачных Фрейберга» (лат. Florae Fribergensis Specimen, 1793), «Афоризмы из химической физиологии растений» (результаты экспериментов Гумбольдта по раздражимости растительных тканей, питанию и дыханию растений). К тому же периоду относятся исследования «животного электричества», обнародованные несколько позднее под заглавием «Опыты над раздражёнными мускульными и нервными волокнами» (нем. Versuche über die gereizte Muskel- und Nervenfaser. Berlin, 1797). Часть опытов он ставил на себе, при содействии доктора Шалдерна: объектом исследования служила спина Гумбольдта.
В этих работах уже проявились характерные черты Гумбольдта как учёного: стремление отыскать общую основу разнороднейших на первый взгляд явлений, недоверие к метафизическим принципам (в «Афоризмах…» он ещё стоит за жизненную силу, действующую вопреки законам физики; но уже в исследованиях о животном электричестве излагает вполне рациональный взгляд на жизнь, установившийся в науке только в 1830—1840-х годах), проницательность гения, опережающего свой век (взгляды его на электрические явления в животных тканях подтвердились 50 лет спустя в работах Дюбуа-Реймона; мнение о роли минеральных солей как необходимого компонента питания растений утвердилось в науке только после работ Соссюра и Либиха). В это же время определилась задача его жизни — «физическое мироописание».
«Физика мира» — свод целого ряда наук, часть из которых были основаны самим Гумбольдтом. Наконец, стремление передать научные выводы в художественной, образной форме (плодом которого явились впоследствии «Картины природы» и «Космос») проявилось в статье «О родосском гении» (нем. Die Lebenskraft, oder der rhodische Genius) — прекрасно написанном, но довольно вычурном аллегорическом изображении «жизненной силы» (напечатано в журнале Die Horen Шиллера, 1795).
Он был знаком со многими высокопоставленными чиновниками и лицами, приближёнными ко двору; наследный принц лично знал обоих братьев Гумбольдтов и ценил их. Всё это нередко заставляло Александра принимать участие в делах государства. Так, он сопровождал Гарденберга, ездившего во Франкфурт-на-Майне для переговоров с голландским и английским уполномоченными (1794). После заключения Базельского мира Гумбольдт был послан к Моро, французскому главнокомандующему, для переговоров о владениях Гогенлоэ (прусское правительство боялось опустошения их французами), и успешно выполнил данное ему поручение.

### Путешественник
Долгое время Александр не предпринимал дальних поездок, поскольку это противоречило воле его матери, которая не поддерживала подобных устремлений сына. Но когда Мария Елизавета фон Гумбольдт умерла (1796), он вышел в отставку, твёрдо намереваясь принять участие в серьёзной научной экспедиции. При этом он мог рассчитывать на свою долю наследства (около 85 000 талеров).
Но осуществить эти планы оказалось непросто вследствие нестабильной политической ситуации в мире. Военные действия помешали поездке братьев Гумбольдтов в Италию, где Александр предполагал осмотреть действующие вулканы. Не состоялось и путешествие по Нилу до Асуана, поскольку богатый компаньон Гумбольдта, английский лорд Бристоль, был арестован по политическим мотивам. Военные расходы привели к оскудению государственной казны Франции, поэтому члены Исполнительной директории решили перенести на более поздний срок кругосветное плавание капитана Бодена, с командой которого надеялись отправиться в путешествие Александр и его новый друг, молодой ботаник Эме Бонплан. Попытка примкнуть к французской научной экспедиции в Египет также оказалась безуспешной: французский флот был наголову разбит англичанами при Абукире, что прервало морское сообщение республики с Александрией.
Готовясь к дальней поездке, Гумбольдт жил в разных городах Европы: Йене, Берлине, Вене, Зальцбурге, Париже, Марселе.
В Йене он изучал основы астрономии под руководством Ф. фон Цаха; там же он увиделся с Гёте и Шиллером. В Зальцбурге Александр проводил исследования по геологии и метеорологии.
Более других городов Александру нравилась «столица мира», где он получил признание и повстречался со многими блистательными учёными того времени. Здесь же он познакомился с Бонпланом, который так же страстно мечтал о научных экспедициях в дальние страны. Вместе они приехали в Марсель, чтобы отплыть из этого порта в Тунис. Когда стало очевидным, что политические обстоятельства являются непреодолимым препятствием для путешествия в Африку, Александр и Эме отправились в Испанию, где в течение некоторого времени проводили топографические, метеорологические и ботанические изыскания.
Чарльз Дарвин назовёт его «величайшим учёным-путешественником из когда-либо живших».

#### Второе открытие Америки
В Мадриде Александр встретился с королём Карлом IV и получил высочайшее позволение проводить научные исследования на испанских территориях в Америке и на Тихом океане. Гумбольдт и Бонплан отплыли в Южную Америку на борту корвета «Писарро» в ночь на 5 июня 1799 года, когда британские суда, блокировавшие порт Ла-Корунья, из-за шторма были вынуждены отойти в открытое море.
Александр очень основательно подготовился к экспедиции, взяв на борт корвета около 50 новейших инструментов и приборов для проведения научных измерений и наблюдений, в том числе телескоп, подзорные трубы, секстанты, квадранты, судовой хронометр, инклинатор, деклинатор, цианометр, эвдиометр, ареометр, осадкомер, гигрометр, барометр, термометр, электрометр.
Поначалу «Писсаро» направился к Канарским островам, сделав шестидневную остановку на Тенерифе. Здесь друзья совершили восхождение на Тейде (3718 м), наблюдая смену высотных поясов, и у Гумбольдта возникла «мысль о связи растительности с климатом, положенная им в основу ботанической географии». Они заночевали в пещере, расположенной недалеко от вершины вулкана Тейде, и наутро осмотрели его кратер.
Дальнейшее плавание продолжалось в течение 22 дней. За это время судно пересекло Атлантику и 16 июля 1799 года бросило якорь в Кумане (Венесуэла). Здесь исследователи были вынуждены покинуть корвет из-за эпидемии на борту.
В сентябре Гумбольдт посетил католическую миссию в Карипе и исследовал пещеру Гуачаро, в которой обнаружил новый для науки вид птиц — гуахаро (Steatornis caripensis Humb.). Вернувшись в Куману, Александр наблюдал метеорный поток Леониды (в ночь с 11 на 12 ноября 1799 года). Позднее он опубликовал описание этого астрономического феномена, что в немалой степени способствовало пониманию периодического характера подобных событий.
Два месяца Гумбольдт и Бонплан провели в Каракасе, а затем по суше направились в Апуре. Путь лежал по суше через льяносы, где на болоте путешественники стали свидетелями жестокой битвы электрических угрей с лошадями, которую устроили индейцы для облегчения поимки угрей. Из Апуре они отправились по одноимённой реке на пироге с пятью индейцами. Они намеревались доплыть до Ориноко и подняться к её верховьям, чтобы проверить, соединяется ли бассейн этой реки с системой Амазонки. Обнаружив, что две речные системы связаны посредством протока Касикьяре, исследователи, двигаясь вниз по течению Ориноко, достигли города Ангостуры, столицы испанской провинции Гуайана (ныне Сьюдад-Боливар в составе Венесуэлы).
Гумбольдт писал Вильденову:

В течение четырёх месяцев мы ночевали в лесах, окружённые крокодилами, боа и тиграми, которые здесь нападают даже на лодки, питаясь только рисом, муравьями, маниоком, пизангом, водой Ориноко и изредка обезьянами… В Гуайане, где приходится ходить с закрытой головой и руками вследствие множества москитов, переполняющих воздух, почти невозможно писать при дневном свете: нельзя держать перо в руках — так яростно жалят насекомые. Поэтому все наши работы приходилось производить при огне, в индейской хижине, куда не проникает солнечный луч…
Оригинальный текст (нем.)Vier Monate hindurch schliefen wir in Wäldern, umgeben von Krokodilen, Boas und Tigern [Jaguaren] (die hier selbst Kanus anfallen), nichts genießend als Reis, Ameisen, Maniok, Pisang, Orinokowasser und bisweilen Affen… In der Guayana, wo man wegen der Moskitos, die die Luft verfinstern, Kopf und Hände stets verdeckt haben muß, ist es fast unmöglich, am Tageslicht zu schreiben; man kann die Feder nicht ruhig halten, so wütend schmerzt das Gift dieser Insekten. Alle unsere Arbeit musste daher beim Feuer, in einer indianischen Hütte, vorgenommen werden, wo kein Sonnenstrahl eindringt…
— А. Гумбольдт. Письмо из Гаваны в Берлин, 21 февраля 1801 г.

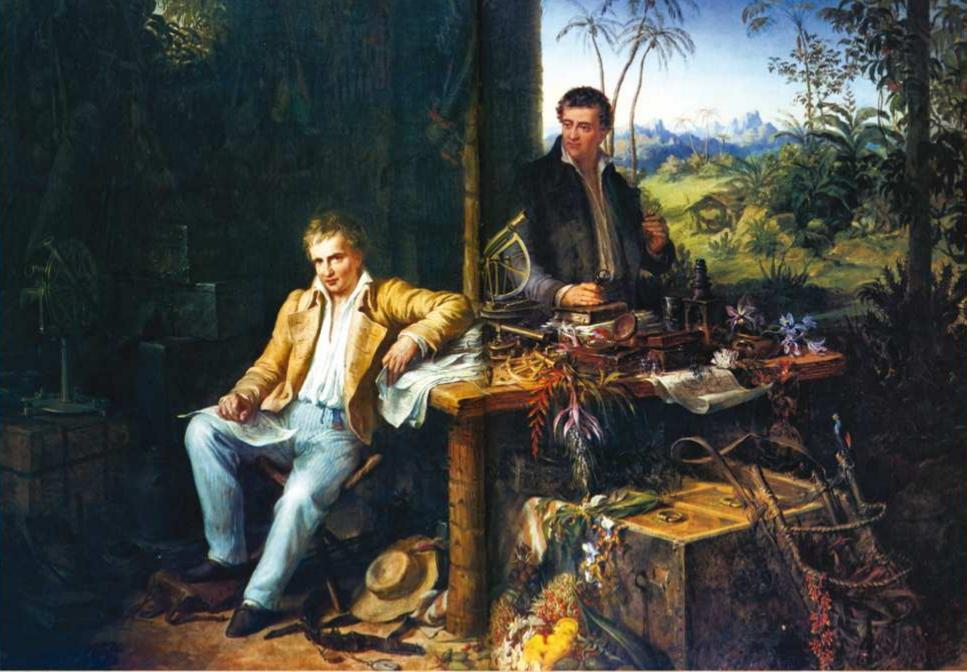
Гумбольдт и Бонплан в амазонских джунглях. Картина Эдуарда Эндера. 1850. Бранденбургская Академия наук, Берлин.

24 ноября 1800 года друзья отплыли в Гавану. На Кубе они встретились с известным коллекционером растений Джоном Фрейзером. Сын Фрейзера помог перевезти в Европу часть собранного гербария. Исследование природы и политической географии Антильских островов заняло несколько месяцев, в течение которых был собран обширный материал для Essai politique sur l′île de Cuba.
Затем Александр и Эме вновь переправились на южноамериканский материк, и 30 марта 1801 года в Картахене, на карибском побережье Колумбии, начался второй этап экспедиции. Продолжительное время было посвящено исследованию плато Сабана-де-Богота. Дальнейший маршрут пролегал через проход Квиндиу (Кордильеры) в Кито. Это был утомительный и опасный переход: пешком, по узким ущельям, под проливным дождём, без обуви, которая быстро износилась и развалилась.

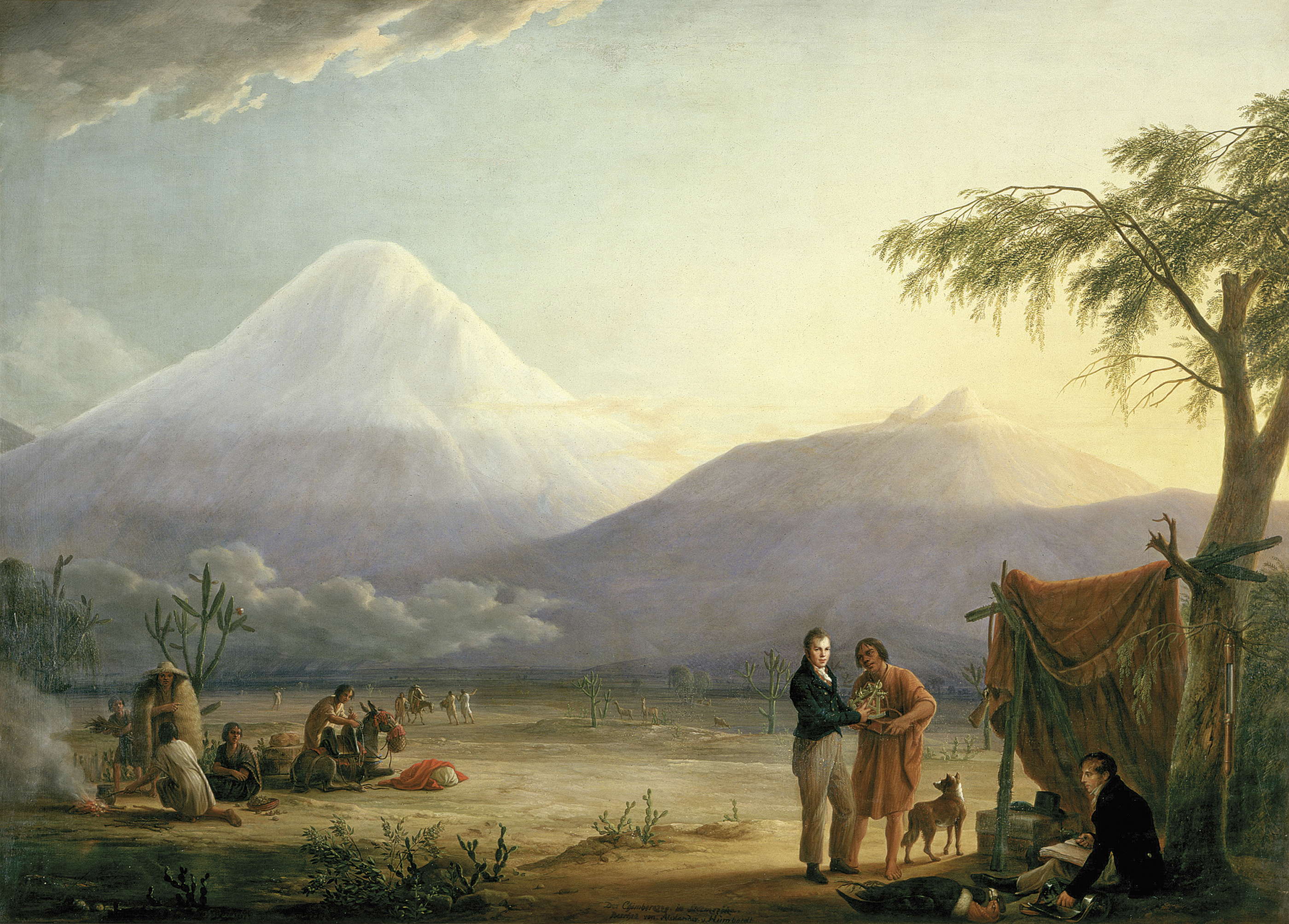
Гумбольдт и Бонплан на фоне Чимборасо. Работа Фридриха Георга Вейча, 1810

Как бы то ни было, в январе 1802 года путешественники достигли Кито. В этой части Америки они оставались около года, изучая со всевозможных точек зрения её богатую природу. Гумбольдт поднимался на вулканы Пичинчу, Котопахи, Антизану, Тунгурауа, пытался взойти на до тех пор никем не покорённый Чимборасо (путь преградила расщелина, оценки высоты, до которой поднялся Гумбольдт, варьируют от 5350 до 5878 м) и другие. Во время пребывания в Кальяо 9 ноября 1802 года Гумбольдт наблюдал прохождение Меркурия по диску Солнца). В пути он изучал культуру и язык инков, а также доинкские рукописи, написанные на некогда распространённом в Кито языке пуругвай. В Кито к путешествию присоединился третий участник — борец за независимость Карлос Монтуфар.
В 1803 году в ходе экспедиции Гумбольдт открыл явление противосияния.
Из Южной Америки исследователи отправились в Мексику, где провели около года. Гумбольдт определял географическое положение различных пунктов, изучал деятельность вулканов — в том числе знаменитого Хорульо, образовавшегося в 1759 году, — произвёл множество барометрических измерений, исследовал пирамиды и храмы древних обитателей Мексики — ацтеков и толтеков, изучал историю и политическое состояние страны. Он первым издал в 1810 году ацтекский рукописный Кодекс Теллериано-Ременсис.

Александр фон Гумбольдт кисти Чарльза Уилсона Пила, с которым он познакомился в 1804 году в Америке

Наконец, 9 июля 1804 года, после почти пятилетнего пребывания в Америке, Гумбольдт и Бонплан отплыли в Европу и 3 августа того же года высадились в Бордо.
Результаты их путешествия были впечатляющими. До Гумбольдта лишь один из пунктов Южной Америки — Кито — был точно определён астрономически; геологическое строение материка прежде не изучалось. Гумбольдт определил широту и долготу многих пунктов, исследовал орографию местности, произведя около 700 гипсометрических измерений, собрал обширные сведения о климате региона и указал его отличительные черты.
Учёные собрали огромные ботанические и зоологические коллекции — одних растений около 4000 видов, в том числе 1800 новых для науки.
Было доказано соединение систем Амазонки и Ориноко; определено направление некоторых горных цепей и открыты новые (например, Анды, Сьерра-Парима); уяснено в общих чертах распределение гор и низменностей; нанесено на карту морское течение вдоль западных берегов Америки, названное «Гумбольдтовым».
Не были оставлены без внимания и этнография, история, языки, политическое состояние посещённых стран: собран большой материал, впоследствии проанализированный Гумбольдтом или его сотрудниками.
Путешествие Гумбольдта и Бонплана справедливо называют вторым — научным — открытием Америки.

### Снова в Европе

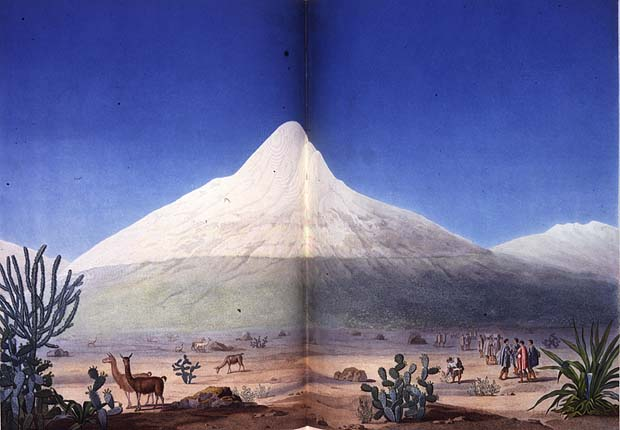
Вид Чимборасо. Акварель, основанная на описании Гумбольдта. Впервые издана в Voyage aux regions équinoxiales…, т. 1

Для обработки и издания результатов американского путешествия Гумбольдт остался в Париже. Первый том гигантского труда «Путешествие в равноденственные области Нового Света в 1799—1804 годах» (фр. Voyage aux regions équinoxiales du Nouveau Continent, fait en 1799, 1800, 1801, 1802, 1803 et 1804 par Alexander Humboldt et Aimé Bonpland / red. A. de Humboldt. — Grand edition. — Paris: Schoell Dufor, Mare et Gide) вышел в 1807-м, тридцатый и последний — в 1833-м. Издание содержало 1425 таблиц, частью раскрашенных, и стоило в то время 2553 талера.
Бо́льшую часть работы составляют сделанные преимущественно Бонпланом описания растений (16 томов), астрономо-геодезические и картографические материалы (5 томов), другую часть — зоология и сравнительная анатомия, описание путешествия и другое.
Сотрудниками Гумбольдта были Ольтманс (астрономические вычисления), Бонплан и Кунт (описание растений), Кювье, Валансьен и Латрейль (зоология), Клапрот и Вокелен (минералогия), фон Бух (окаменелости).
Самому Гумбольдту принадлежит описание путешествия (фр. Relation historique, 3 т. in 4°), общая картина природы, климата, геологического строения, жизни и памятников диких стран (фр. Vues des Cordillères, атлас и текст); трактат о географическом распределении растений (фр. Essai sur la géographie des plantes); сборник исследований по геологии и сравнительной анатомии (2 тома) и трактаты о политическом состоянии испанских колоний (фр. Essai polit sur la Nouvelle Espagne, 2 тома с 20 картами).
Кроме этих трудов более или менее специального характера, Гумбольдт издал в 1808-м «Картины природы» (нем. Ansichten der Natur) — ряд картин тропической природы, нарисованных с удивительным мастерством. «Космос» превосходит глубиной и разнообразием, но далеко уступает «Картинам природы» по живости и свежести изображения.

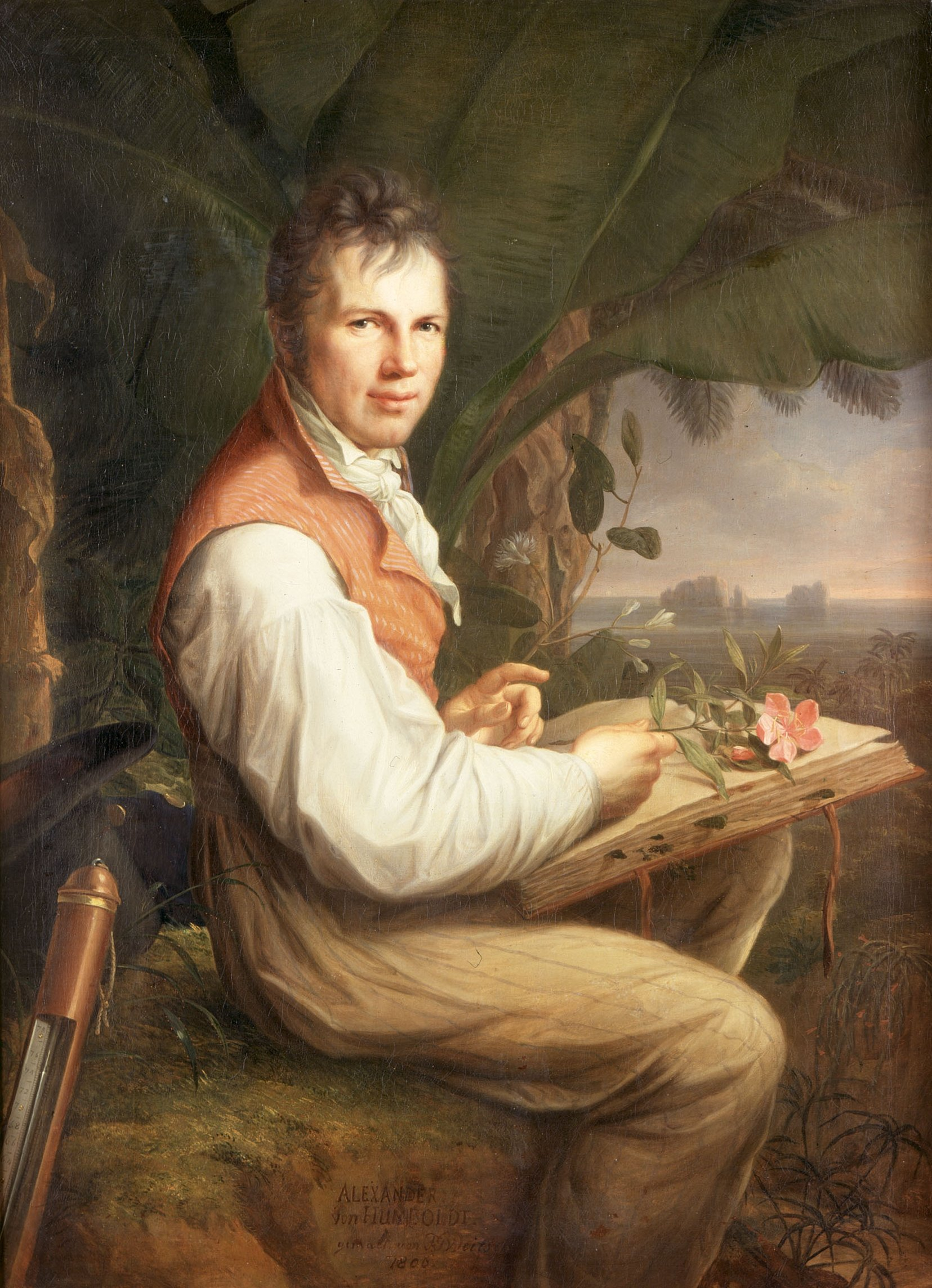
Гумбольдт в 1806 г. Портрет работы Фридриха Георга Вейча (Friedrich Georg Weitsch). Старая национальная галерея, Берлин

В следующем, 1805 году Гумбольдт съездил в Италию к брату, которому передал материалы для изучения американских наречий, побывал в Неаполе, чтобы посмотреть на извержение Везувия, случившееся в том году, а оттуда отправился в Берлин; здесь он прожил 1806—1807 годы, занимался магнитными наблюдениями, писал «Картины природы» и, кажется, не особенно сокрушался политическими невзгодами своей родины. Космополитическая закваска была в нём слишком сильна.
В 1808 году ему пришлось, однако, бросить научные занятия, чтобы сопровождать в Париж принца Вильгельма Прусского, который ездил туда для переговоров с Наполеоном. Гумбольдт, пользовавшийся большим значением в высшем парижском обществе, должен был подготовить почву для соглашения, что и исполнил с успехом.
После этого он прожил во Франции почти 20 лет (1809—1827). Париж в то время блистал таким созвездием учёных, каким не мог похвалиться ни один город в Европе. Тут действовали Кювье, Лаплас, Гей-Люссак, Араго, Био, Броньяр и другие. С Гей-Люссаком Гумбольдт работал над химическим составом воздуха, с Био — над земным магнетизмом, с Сент-Илером — над дыханием рыб.
Простота и свобода отношений, общительность и отсутствие мелкой зависти были ему по душе. Гумбольдт вёл в Париже такую трудовую жизнь, что для сна оставлял едва 4—5 часов в сутки. Такой деятельный образ жизни он вёл до самой смерти и, что всего удивительнее, оставался всегда здоровым и сильным физически и умственно.
Огромное влияние Гумбольдта в учёном кругу Парижа заставляло стремиться к нему всех приезжавших в столицу Франции учёных, тем более что он щедро расточал в пользу других своё влияние и деньги. Когда Агассис по недостатку средств должен был прекратить занятия в Париже, Гумбольдт самым деликатным образом заставил его принять денежную помощь; когда Либих, ещё неизвестный, начинающий учёный, прочёл в Париже одну из своих первых работ, Гумбольдт немедленно познакомился с ним и оказал ему деятельную поддержку.

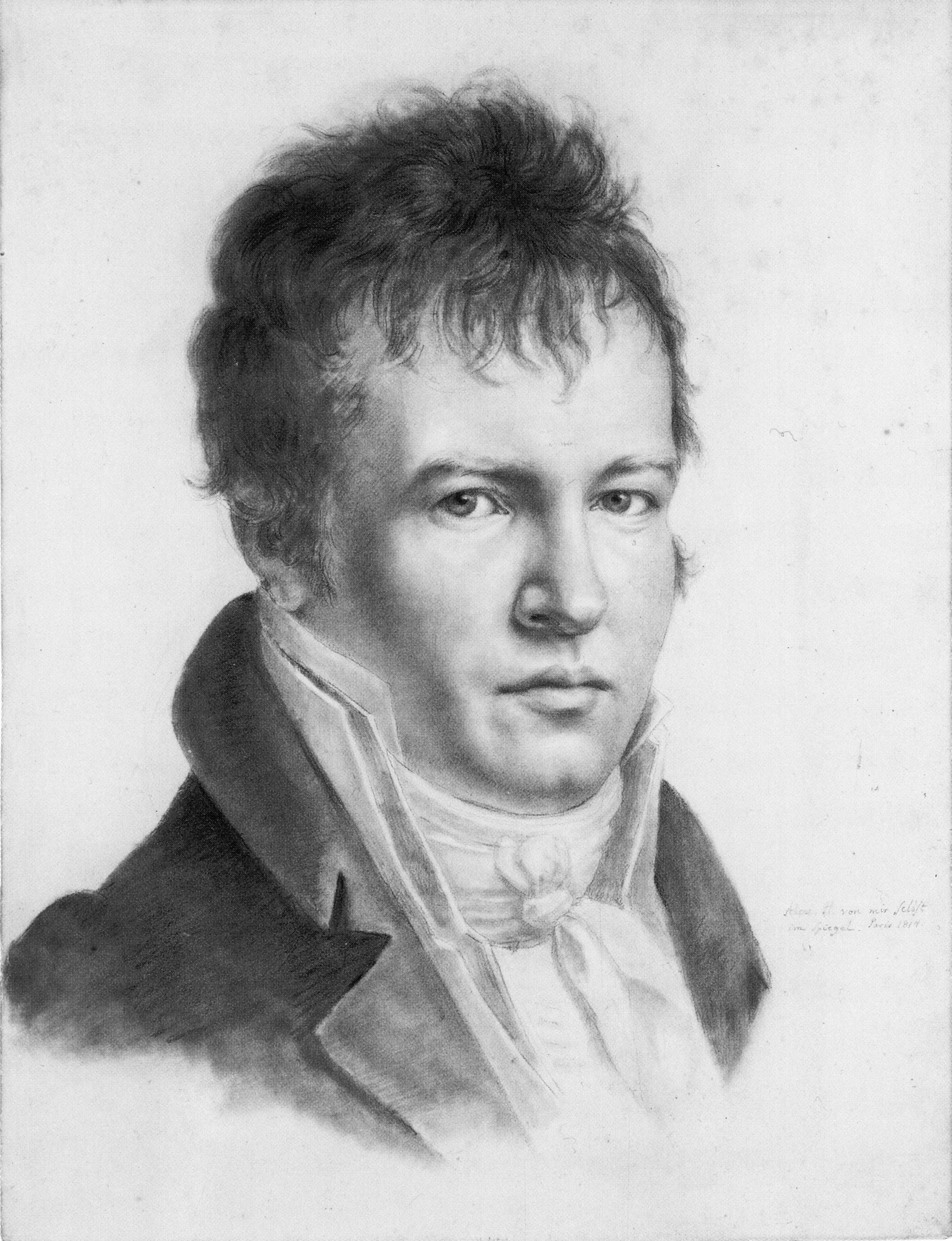
Автопортрет. Париж, 1814

Ещё в Америке Гумбольдт мечтал о путешествии в Азию и теперь деятельно готовился к нему, изучая, между прочим, персидский язык у Сильвестра де Саси. В 1811 году русский канцлер граф Румянцев предложил ему присоединиться к посольству, которое Император Александр I отправлял в Кашгар и Тибет. Но события наступившего 1812-го и последующих годов поглотили внимание русского правительства, и экспедиция не состоялась.
В 1818 году Гумбольдт был в Ахене на конгрессе, но хлопотал лишь об азиатском путешествии. Всё своё состояние он истратил на американскую экспедицию и издание её результатов, так что теперь мог путешествовать только за казённый счёт; но и на этот раз путешествие не состоялось, и Гумбольдт вернулся в Париж.
В 1822 году он ездил в Италию, посетил Везувий и исследовал изменения, происшедшие в нём между извержениями 1807 и 1822 годов.
Фридрих Вильгельм III был лично расположен к Гумбольдту, дорожил его обществом. В 1826 году он пригласил своего учёного друга переселиться поближе. Гумбольдт, скрепя сердце, переселился в «туманный Берлин». С этого времени он жил главным образом в Берлине, часто бывал при дворе, сопровождал короля в поездках по Европе и, хотя не играл официальной роли, но по возможности старался противодействовать реакции, приверженцы которой называли Гумбольдта «придворным революционером».
Период после обоснования в Берлине, с конца 1827 по апрель 1828 года, отмечен активной деятельностью Гумбольдта по популяризации науки. Она имела форму бесплатных публичных лекций, проходивших в двух местах — в Берлинском университете (61 лекция) и в Певческой академии (16 лекций) с самым большим из залов Берлина, доступных широкой публике, ныне в здании академии расположен театр имени Максима Горького. Лекции «О физическом мироописании» послужили основой для будущего научно-популярного сочинения Гумбольдта «Космос». Они привлекли массу слушателей — на каждой лекции собиралось до тысячи человек. В двадцатых годах XIX столетия наука только ещё начинала спускаться со своих высот в сферу обыденной жизни, и лекции Гумбольдта были в своём роде неожиданным и поразительным явлением. Они знаменуют собою торжество нового направления в духовной жизни Европы — направления, характеризующего XIX столетие и состоящего в сближении науки с жизнью. В то же время они были первым очерком новой науки — физического мироописания. По окончании лекций (1828) особо назначенный комитет поднёс Гумбольдту медаль с изображением солнца и надписью: Illustrans lotum radiis splendentibus orbem (с лат. — «Озаряющий весь мир яркими лучами»).

### Путешествие по России
В течение нескольких лет Гумбольдт переписывался с графом Канкриным, министром финансов Российской империи, который попросил маститого учёного высказать мнение о целесообразности введения в денежный оборот страны платиновой монеты. В итоге Гумбольдту пришло официальное приглашение «в интересах науки и страны» посетить уральские рудные месторождения.
12 апреля 1829 года Гумбольдт со спутниками Густавом Розе и Христианом Готфридом Эренбергом покинул Берлин, а 1 мая они были уже в Санкт-Петербурге (маршрут до российской столицы пролегал через Кёнигсберг, Куршскую косу и Дерпт, с кратковременным посещением Дерптского университета, который ещё 2 ноября 1827 года присвоил ему почётное звание доктора медицины). Поездка осуществлялась «за счёт русского правительства»:

Ещё в Берлине Гумбольдт получил вексель на 1 200 червонцев, а в Петербурге — 20 тысяч рублей. Всюду были заранее подготовлены экипажи, квартиры, лошади; в проводники Гумбольдту был назначен чиновник горного департамента Меншенин, владевший немецким и французским языками; в опасных местах на азиатской границе путешественников должен был сопровождать конвой…
Вначале они следовали по маршруту: Санкт-Петербург — Москва — Владимир — Нижний Новгород — Казань — Екатеринбург — Пермь. До Казани добирались по Волге.
На Среднем Урале исследователи провели несколько недель, уделяя время геологическим изысканиям и осмотру месторождений железных, золотоносных руд, самородной платины, малахита. Они побывали на известных уральских заводах, в том числе Невьянском и Верхнетуринском:

Гумбольдт не мог не обратить внимания на жалкое положение крепостных и невозможное состояние промышленности, но говорить об этом было неудобно, и он обещал Канкрину — с которым переписывался вполне откровенно — не выносить сора из избы…
Во время своего путешествия по Уралу Гумбольдт предложил уменьшить обводнённость золотоносных шахт путём осушения озера Шарташ под Екатеринбургом. Авторитет Гумбольдта был столь велик, что его предложение было принято, несмотря на протесты местных горных специалистов. Уровень воды в озере был существенно понижен, озеро почти исчезло, но вода в шахтах осталась на прежнем уровне.
Дальнейший путь пролегал через Тобольск, Барнаул, Семипалатинск, Омск и Миасс. В Барабинской степи учёные существенно пополнили свои зоологические и ботанические сборы. После прибытия в Миасс, где состоялись торжества по случаю 60-летия Гумбольдта, экспедиция продолжилась по Южному Уралу с осмотром Златоуста, Кичимска, Орска и Оренбурга.
Посетив илецкое месторождение каменной соли, путешественники прибыли в Астрахань, а затем «совершили небольшую поездку по Каспийскому морю». На обратном пути Гумбольдт побывал в Московском университете, где ему была устроена торжественная встреча. 13 ноября 1829 года участники экспедиции вернулись в Санкт-Петербург.
Несмотря на скоротечность поездки, она была весьма продуктивной: её результаты отражены в трёхтомном труде «Центральная Азия» (фр. Asie Centrale, 1843). В Дерптском университете Гумбольдт познакомился с видными учёными Российской империи: директором университетской обсерватории В. Я. Струве, минералогом О. М. фон Энгельгардтом систематиком растений К. Х. Ледебуром, естествоиспытателем И. Парротом, — и их учениками.

### Гипотеза о вулканизме Центральной Азии
В трудах «Фрагменты по геологии и климатологии Азии», в двух томах, 1831, и «Центральная Азия», в трёх томах, 1843, Гумбольдт на основе редких опубликованных отчётов из китайских источников и опросных сведений, которые он получил во время путешествия в Россию, обосновал гипотезу о существовании нескольких действующих вулканов в Центральной Азии. Гумбольдт приложил к изданиям гипотетическую карту Азии, на которую нанёс вероятное положение вулканов.

В середине XIX века среди физиков, геологов и географов господствовала теория «морского» происхождения вулканов, когда во время землетрясений прибрежных районов суши воды Мирового океана вливаются в образовавшиеся трещины в земной коре и результатом реакции раскалённых недр на воду и являются вулканические извержения.
Существовавшие взгляды подтверждались большим количеством вулканов на островах и побережьях, а также выделениями водяного пара при извержениях вулканов. Именно поэтому гипотеза Гумбольдта представлялась невероятной и взволновала научное сообщество.
Исследователи ряда стран отправлялись в Азию на поиски
«гумбольтовых вулканов». Действующие вулканы не были обнаружены. Однако Гумбольдт оказался прав: большое количество вулканов в континентальной Азии существует и эти вулканы достаточно молодые. «Морская теория» образования вулканов оказалась несостоятельной.

### «Космос»

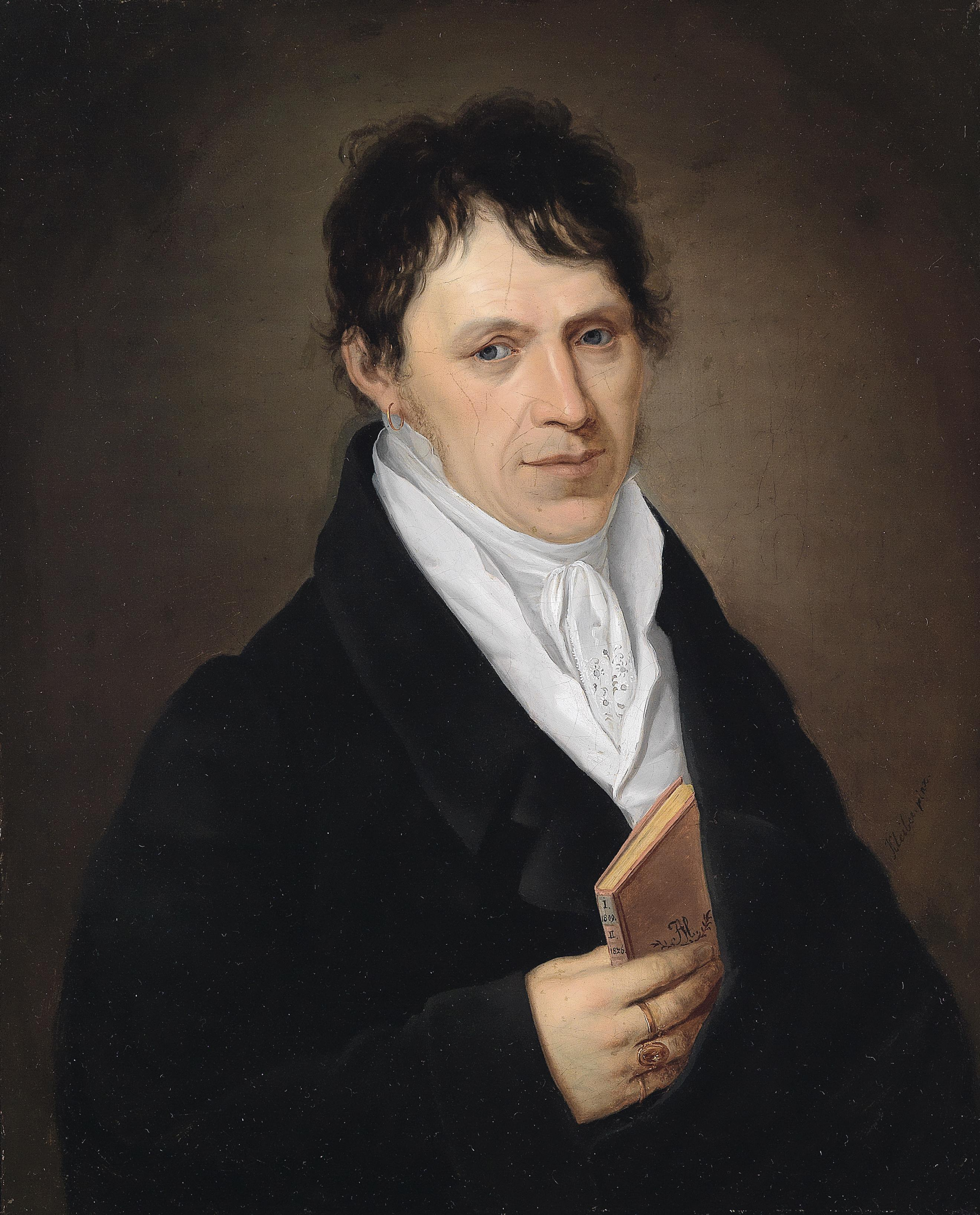
Александр фон Гумбольдт, копия портрета ок. 1830 г.

Вернувшись из России, Гумбольдт отправился в Париж (1830), где намеревался заняться обработкой научных результатов экспедиции. Помимо этого, поездка преследовала и политические цели: приветствовать новую французскую династию. Живя в Париже, Александр нередко появлялся при дворе, отправляя доклады Фридриху Вильгельму III о политической ситуации. Он имел непререкаемый авторитет в научной среде и снискал дружеское расположение многих французских учёных.
В 1832 году Гумбольдт вернулся в Берлин, где продолжил работать над многотомным научно-философским трудом, который поначалу намеревался назвать «Очерками физического мироописания» (фр. Essai sur la physique du monde) , а позднее назвал «Космосом». Намерение написать произведение, предназначенное для широкой публики и содержащее квинтэссенцию научных знаний о мире, возникло у него ещё до путешествия в Америку, в 1796 году.
В 1835 году умер Вильгельм Гумбольдт, и Александр занялся публикацией сочинений брата (три тома вышли в течение 1836—1839 годов). Много времени отнимали придворные обязанности. В 1840 году умер старый король, и на престол взошёл его сын Фридрих Вильгельм IV, который относился к учёному так же уважительно, как и отец. Но «его причудливый, странный характер и реакционная политика причиняли много досады Гумбольдту».
В 1845 году был издан первый том произведения, которое А. Гумбольдт в письме Фарнгагену (1834) назвал «делом своей жизни». Книга называлась «Космос: план описания физического мира» (нем. Kosmos: Entwurf einer physischen Weltbeschreibung) и предварялась такими словами великого просветителя:

На склоне деятельной жизни я передаю немецкой публике сочинение, план которого почти полстолетия носился в моей душе.
В 1847, 1852 и 1857 годах были опубликованы три последующих тома (соответственно, второй, третий и четвёртый). До последних дней своей жизни учёный продолжал работу над пятым томом, но завершить его не удалось.
Сочинение Гумбольдта было переведено на многие языки и получило высокую оценку европейского научного сообщества.
В конце XIX века российский публицист М. А. Энгельгардт, автор биографий многих знаменитых учёных, писал:

«Космос» представляет свод знаний первой половины нашего столетия и, что всего драгоценнее, свод, составленный специалистом, потому что Гумбольдт был специалистом во всех областях, кроме разве высшей математики…
…Легко написать компиляцию, в которой важное будет перемешано с пустяками, мыльные пузыри со строго обоснованными теориями, но нелегко составить свод, подвести итоги, дать критическую проверку наших знаний. «Космос» носит именно такой характер.
— Энгельгардт М. А. Александр Гумбольдт, его жизнь, путешествия и научная деятельность. — СПб., 1891

### На склоне деятельной жизни.

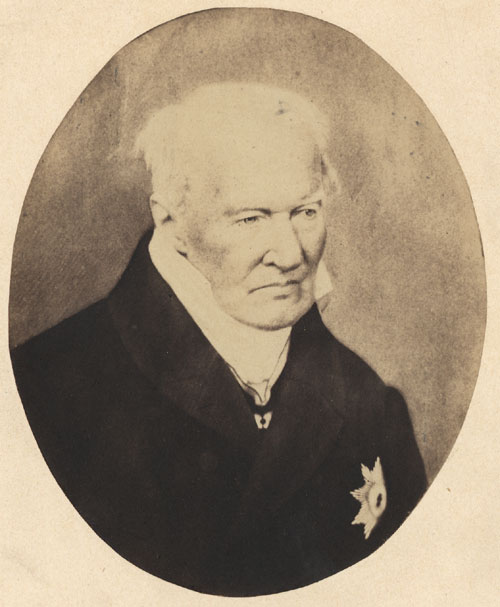
Фотопортрет. 1857.

Кипучая деятельность и постоянное умственное напряжение не ослабили физические и духовные силы Гумбольдта. Наоборот, в последние годы жизни, приближаясь к девяностолетнему возрасту, он был таким же энергичным, как и в молодости. Получая до 2000 писем в год, учёный по большей части отвечал на них немедленно. Он работал, принимал посетителей, совершал деловые и дружеские визиты и, возвращаясь поздно домой, продолжал трудиться до 3—4 часов ночи.
Он свободно говорил на английском, испанском и французском языках.
Одной из причин огромной популярности Гумбольдта была его щедрость и бескорыстная любовь к науке, заставлявшая его всеми силами выдвигать и поощрять молодые таланты. Несмотря на своё высокое положение, он не оставил никакого состояния. Любезный и уступчивый в мелочах, Гумбольдт, тем не менее, не молчал о том, что его возмущало; он заступался за людей, несправедливо подозреваемых в неблагонамеренности, и нередко в довольно резких выражениях упрекал короля за реакционную политику. Активная жизненная позиция и независимый образ мыслей Гумбольдта способствовали тому, что он нажил себе немало врагов среди людей, приближённых к власти. Он держался при дворе лишь благодаря личному расположению короля. В последние годы он испытывал неудовлетворённость общим положением дел в стране, к которой присоединялось ощущение одиночества: друзья и сверстники Гумбольдта умирали один за другим. Давно уже не было в живых ни Гёте, ни Вильгельма Гумбольдта. В 1853 году умер Л. фон Бух, с которым Гумбольдта связывала 63-летняя дружба; за ним последовал лучший из его парижских друзей, Ф. Араго. В 1857 году заболел король; а вскоре скончался последний из старых друзей учёного — К. А. Фарнхаген фон Энзе (1858), — и Гумбольдт, в ореоле своей славы, оставался одиноким, усталым и печальным. В конце апреля 1859 года он простудился и слёг. Смертельная болезнь быстро прогрессировала, но она не причиняла сильных страданий. Сознание учёного сохранилось до последнего дня: он скончался 6 мая 1859 года.

## Награды
Королевства Пруссия:

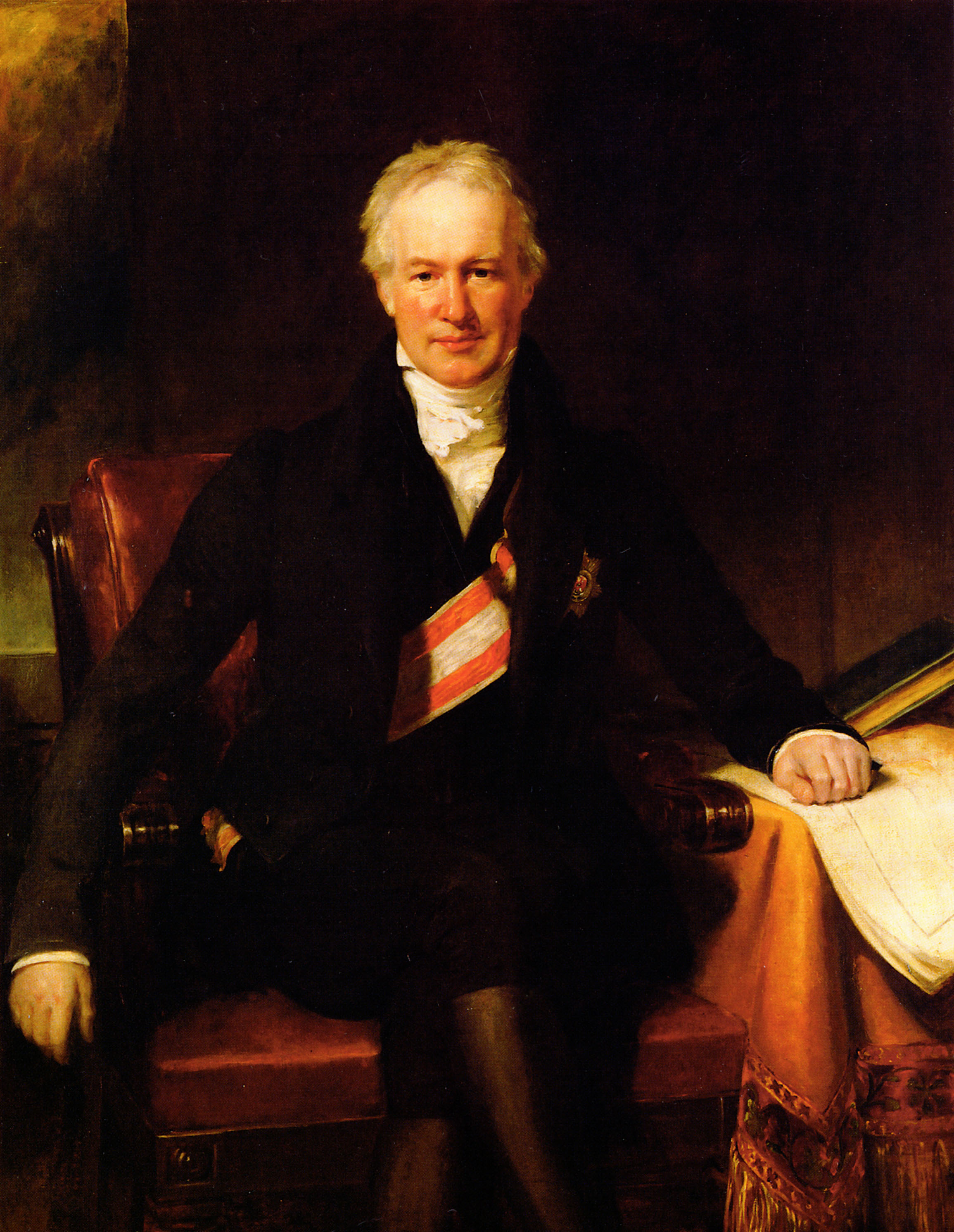
А. Гумбольдт со знаками ордена Красного орла 1-го класса. Портрет работы Г.У. Пикерсгилла, 1831.

- Орден Чёрного орла (18 января 1847); цепь ордена (10 апреля 1847, королевство Пруссия)[41]
- Орден Красного орла 1-го класса с дубовыми листьями (1829); с бриллиантами (1844, королевство Пруссия)[42]
- Орден «Pour le Mérite für Wissenschaften und Künste» (31 мая 1842, королевство Пруссия)[43]

Российской империи:
- Орден Святой Анны 1-й степени с императорской короной (1 ноября 1829)[44]
- Орден Святого Владимира 2-й степени (20 мая 1830)[45]
- Орден Святого Александра Невского (4 августа 1856)
- Орден Святого Владимира 1-й степени

Королевства Бавария:
- Орден Гражданских заслуг Баварской короны, большой крест (1853, королевство Бавария)[46]
- Орден Максимилиана «За достижения в науке и искусстве» (1853, королевство Бавария)[47][48]

Прочие:
- Орден Розы, большой крест (Бразилия)
- Медаль Копли (Великобритания (Лондонское королевское общество), 1852)
- Орден Данеброг, большой крест (Дания)
- Орден Карлоса III, большой крест (королевство Испания)
- Орден Богоматери Гваделупской[итал.], большой крест (Мексика)
- Орден Христа, большой крест (Португалия)
- Орден Белого сокола, большой крест (Саксен-Веймар-Эйзенах)
- Орден Гражданских заслуг, большой крест (королевство Саксония)
- Орден Святых Маврикия и Лазаря, большой крест (Сардинское королевство)
- Орден Почётного легиона, большой крест (Франция, 10 июня 1857)

## Итоги

5 марок 1967 г. — памятная монета ФРГ, посвящённая братьям Александру и Вильгельму Гумбольдтам

Многочисленные работы Гумбольдта, представляющие целую энциклопедию естествознания, связаны идеей физического мироописания.
Исследования химического состава воздуха привели Гумбольдта и Гей-Люссака к следующим результатам: 1) состав атмосферы остаётся вообще постоянным; 2) содержание кислорода в воздухе — 21 %; 3) воздух не содержит значительной примеси водорода. Это было первое точное исследование атмосферы.
Температура воздуха вызвала целый ряд исследований Гумбольдта. Распределение тепла на земной поверхности представляет крайне сложное, запутанное явление. Прежде чем открывать его причины, нужно знать самые факты, то есть иметь картину распределения тепла на земном шаре. Гумбольдт исполнил эту задачу, установив изотермы, после основополагающих работ в этой области Акосты. Работа об изотермах послужила основанием сравнительной климатологии. Учёный мир встретил работу Гумбольдта с величайшим сочувствием; всюду принялись собирать данные для пополнения и исправления изотерм. В первой его монографии об этом предмете (1817) мы находим только 57 мест с определённой годовой температурой, в «Центральной Азии» (1841) число их достигает уже 311, в «Мелких сочинениях» (1853) — 306.
Гумбольдту принадлежит также ряд капитальных исследований о климате южного полушария, о понижении температуры в верхних слоях воздуха, о влиянии моря на температуру нижних слоёв воздуха, о границах вечного снега в различных странах и др. Он уяснил понятия о морском и континентальном климатах; показал причины, смягчающие климат в северном полушарии, и, приложив свои выводы к Европе и Азии, дал картины их климатов, определил их различие и причины, от которых оно зависит.

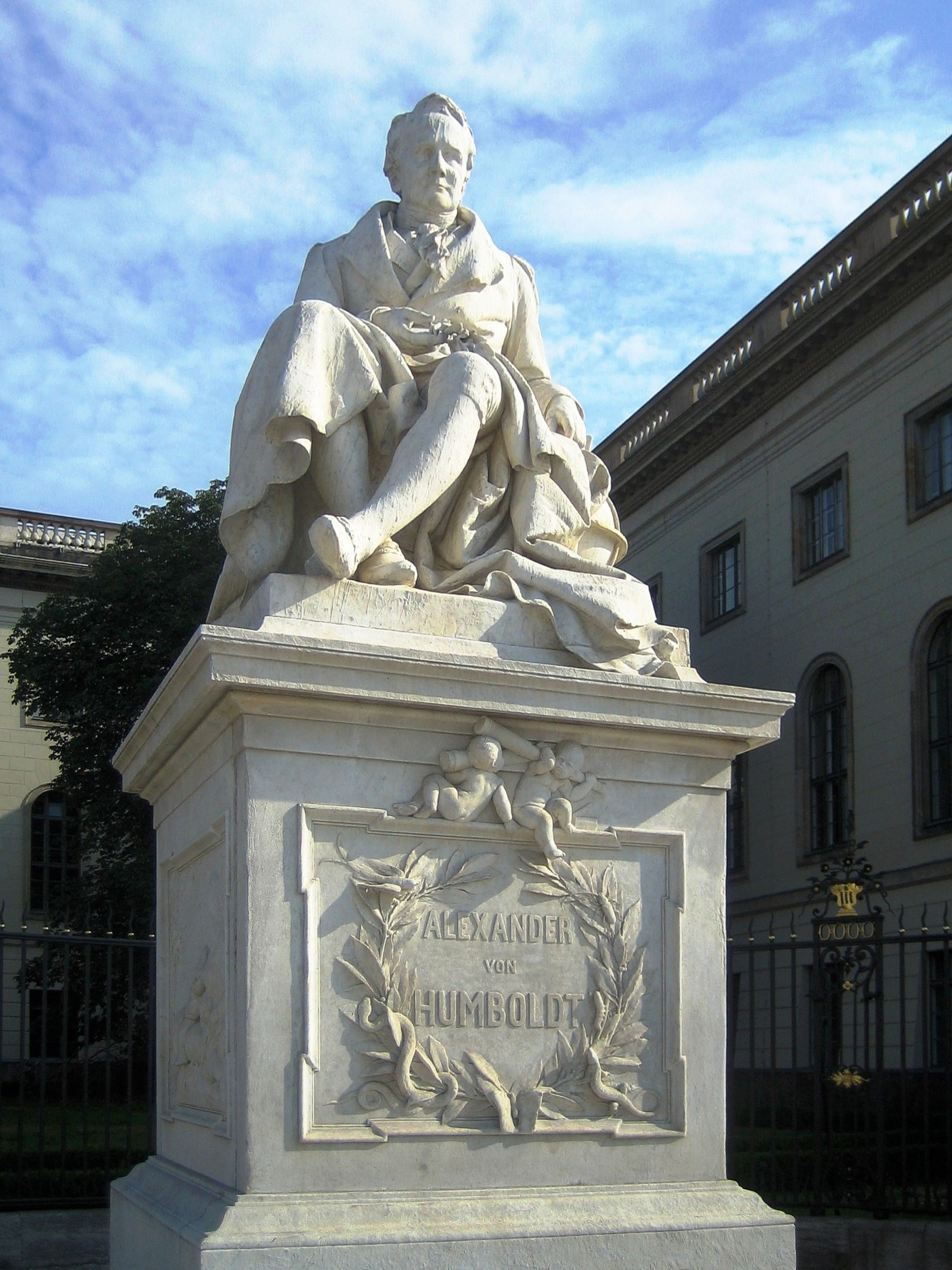
Памятник Гумбольдту на Унтер-ден-Линден в Берлине. Скульптор Рейнгольд Бегас. 1883

Влажность и давление воздуха также много занимали его. Он, например, показал причины суточных колебаний барометра в тропических странах и т. д.
До Гумбольдта ботанической географии как науки не существовало, хотя и были отрывочные указания в сочинениях Линнея, Гмелина и др. В основу ботанической географии Гумбольдт положил климатический принцип; указал аналогию между постепенным изменением растительности от экватора к полюсу и от подошвы гор к вершине; охарактеризовал растительные пояса, чередующиеся по мере подъёма на вершину горы или при переходе от экватора в северные широты; дал первую попытку разделения земного шара на ботанические области и многое другое. Труды Декандоля, Гризебаха, Энглера и других превратили набросок Гумбольдта в обширнейшую науку. Тем не менее за Гумбольдтом навсегда останется слава основателя ботанической географии.
Исследования Гумбольдта в зоологии не имеют такого значения, как его ботанические работы. Из Америки им и Бонпланом было привезено много видов; Гумбольдт сообщил немало сведений о жизни различных животных, дал превосходную монографию кондора, очерк вертикального и горизонтального распространения животных в тропической Америке и другое.
По анатомии и физиологии животных ему принадлежат исследования над строением горла птиц и обезьян-ревунов. Вместе с Гей-Люссаком он изучил устройство электрического органа у рыб; с Провансалем — дыхание рыб и крокодилов.
В области геологии Гумбольдт был одним из главных двигателей плутонической теории, развитой, главным образом, Л. фон Бухом. Гумбольдт не высказывался за неё вполне резко и определённо; но в значительной степени разработал фактический материал, на котором она построена. Он указал на широкое распространение вулканических явлений, связь между отдалёнными и разбросанными вулканами, особенности в их географическом распределении, говорящие в пользу теории Буха; определил полосу землетрясений в Азии; классифицировал землетрясения, сведя их к трём различным типам. Гумбольдт — один из главных столпов учения, долгое время господствовавшего в науке.
Собственно к физике Земли относятся его исследования над земным магнетизмом. Он первый фактически доказал, что напряжённость земного магнетизма изменяется в различных широтах, уменьшаясь от полюсов к экватору. Ему же принадлежит открытие внезапных возмущений магнитной стрелки (магнитные бури) и других частностей. Большое значение для науки имели магнитные обсерватории, устроенные по мысли Гумбольдта английским, русским и американским правительствами.
Классические труды Гумбольдта по географии Азии впервые уяснили в общих чертах её орографию, климатологию и послужили основой дальнейших исследований. В этой науке он занимает важное место наряду с Риттером: они своими трудами создали истинно научное землеописание.
Исследования морских течений Гумбольдтом можно считать началом новой отрасли знаний, разросшейся в обширную науку после работ Мори.
Гумбольдт издал огромный пятитомный труд по истории географии. Там были изложены причины, подготовившие открытие Америки, постепенный ход открытий в XV и XVI веках.
Человеку посвящено было также немало труда со стороны Гумбольдта: данные о политическом состоянии испанских колоний, о древней цивилизации ацтеков, общие выводы о связи природы и человека, о влиянии природы на цивилизацию, странствования племён и т. п. — находятся в различных томах его американского путешествия, равно как и в книгах, посвящённых Азии.
Первым ввёл в науку понятие «сферы жизни» (лебенссфера), то есть всё живое на планете, ставшее позднее известным в переводе эквивалентом — биосфера. Одним из первых (после Бюффона, Ламарка) выделил Жизнь как ещё один всепланетный феномен, наряду с лито-, атмо-, и гидросферой.
Великий натуралист внёс в науку массу фактов, ввёл в обращение целый поток мыслей, впоследствии развитых другими и вошедших в наше миросозерцание.

## Изобретения
- Изобрёл первую в мировой практике (англичанин Дэви сделал то же, но позднее) рудничную лампу.
- Организовал первую в Европе (а вероятно, и в мире) школу для неграмотных горняков, в которой сам же и преподавал[50].

## Названы в честь и память Гумбольдта

### На географических картах

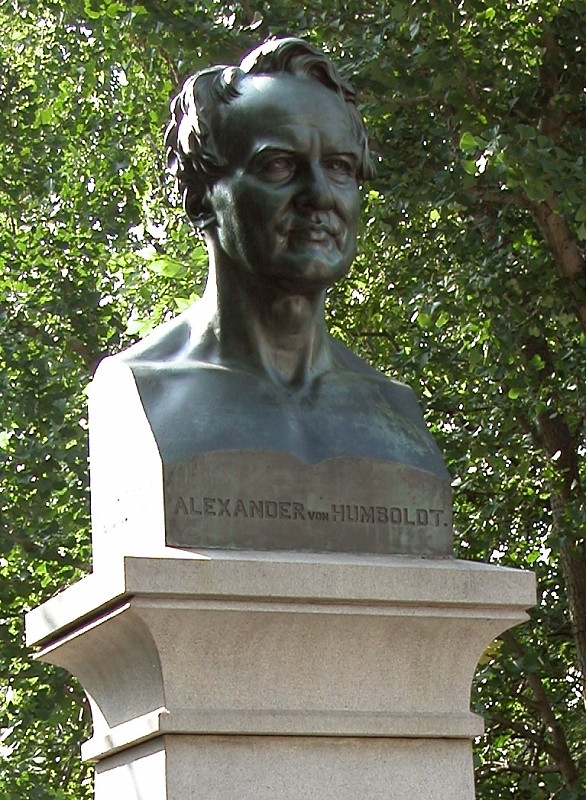
Бюст Гумбольдта перед Американским музеем естественной истории в Нью-Йорке. Скульптор Густав Германн Блезер (Gustav Hermann Blaeser)

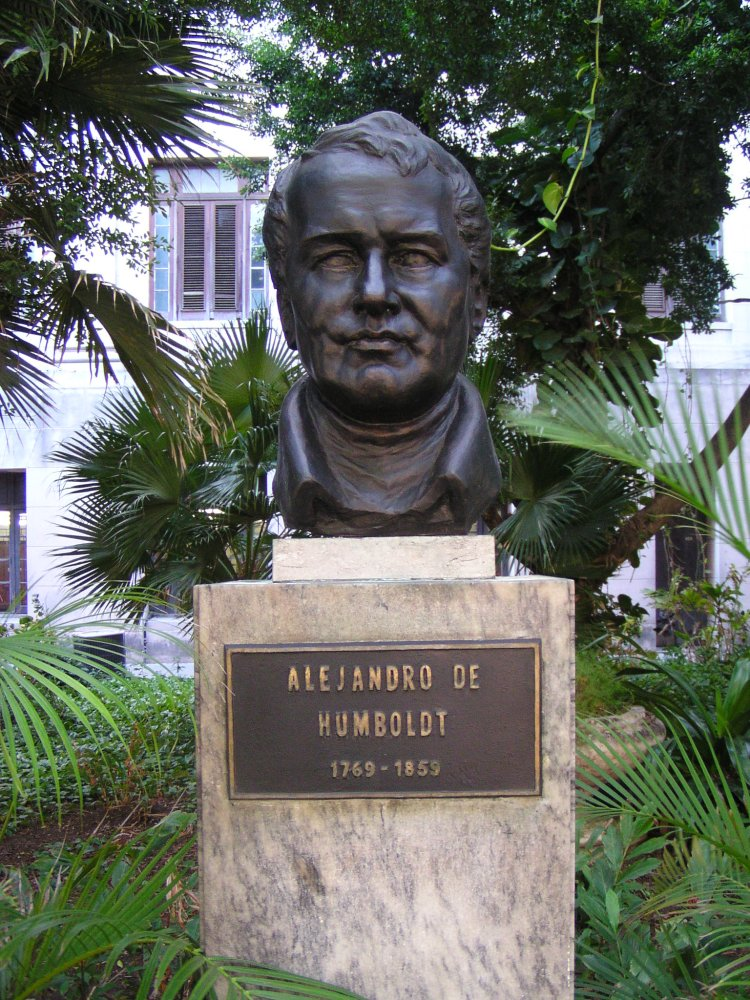
Бюст Гумбольдта на территории Гаванского университета, Куба

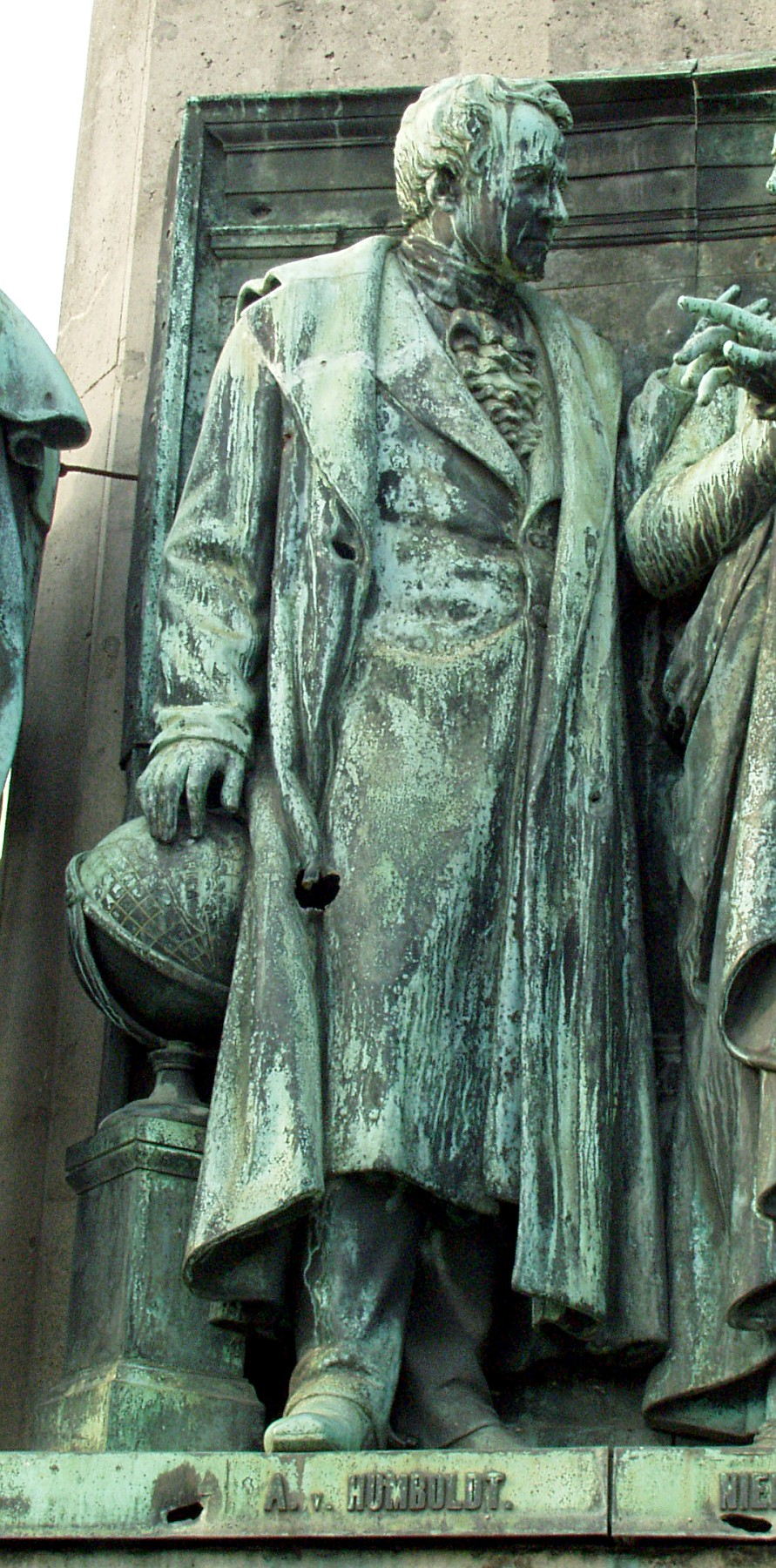
Фигура Александра Гумбольдта — часть монумента Фридриху Вильгельму III в Кёльне. Скульптор Густав Блезер

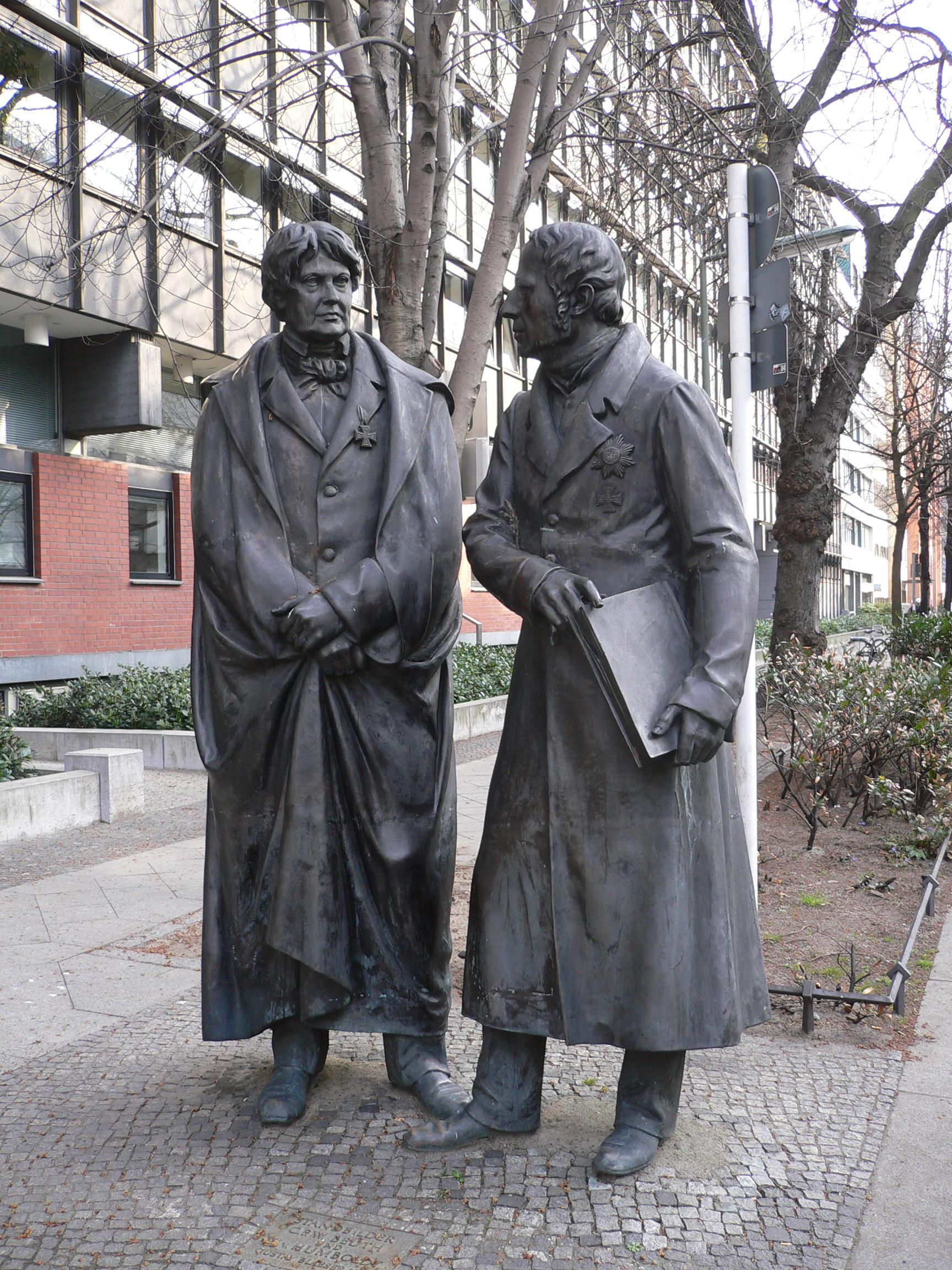
Памятник А. Гумбольдту и П. Бейту (слева) перед зданием Немецкого института по стандартизации в Берлине

- В Северной Америке есть горы Гумбольдта с двумя хребтами — Западным Гумбольдта[англ.] и Восточным Гумбольдта[англ.] (где расположен заповедник Гумбольдта[англ.]), реками Гумбольдта и Малой Гумбольдта и единственным в США Национальным лесом Гумбольдта-Тойабе[англ.]; котловина Гумбольдта[англ.] с солончаком Гумбольдта[англ.]; пик Гумбольдта[англ.] — всё в штате Невада; пик Гумбольдта[англ.] на хребте Сангре де Кристо на севере штата Колорадо; залив Гумбольдта и пик Гумбольдта[англ.]в Калифорнии.
- В США имя Гумбольдта носят: округ, с городом Гумбольдт Хилл (40°43′56″N 124°12′12″W), а также 2 природных парка Гумбольдт Лагунз и Гумбольдт Редвудз — на севере Калифорнии; округ с городом Гумбольдт (42°43′25″N 94°13′17″W) — в штате Айова; округ и отдельно город Гумбольдт в штате Невада; ещё 8 городов — в штатах Аризона, Иллинойс, Канзас, Миннесота, Небраска, Южная Дакота, Теннесси и Висконсин; 2  городских поселения[англ.] — в штатах Мичиган и Миннесота; парк (англ.) и район Гумбольдт-парк  в Чикаго.
- Ледник Гумбольдта в Гренландии[51].
- Течение Гумбольдта в Тихом океане.
- Хребет Гумбольдта в Центральной Азии[51].
- Горы Гумбольдта в Китае, Австралии, Новой Гвинее, Новой Зеландии.
- Пояс растительности в Андах назывался «Гумбольдтовым царством».
- Город Гумбольдт в провинции Саскачеван в Канаде.
- Пик[англ.] и провал Гумбольдта[англ.] в Венесуэле.
- На канарском острове Тенерифе, в городе La Orotava улица имени Гумбольдта, смотровая площадка «Глазами Гумбольдта», а также памятник учёному.
- Национальный парк имени Александра Гумбольдта на Кубе.
- Национальный лес в Перу.
- Гора Гумбольдта в южной части Северного Урала, в осевой полосе Уральских гор, западнее массива Денежкин Камень (60°23′ с. ш. 59°12′ в. д.HGЯO, абсолютная высота 1 410 м).[52]

### В космосе
- Астероид (54) Александра
- Море Гумбольдта на Луне

### В животном царстве
- Дельфин Гумбольдта (Inia geoffrensis humboldtiana) — оринокская популяция амазонского дельфина
- Кальмар Гумбольдта (Dosidicus gigas)
- Большеухий кожан Гумбольдта (Histiotus humboldti)
- Шерстистая обезьяна Гумбольдта (Lagothrix lagotricha)
- Пингвин Гумбольдта (Spheniscus humboldti)
- Прилипала Гумбольдта (Catostomus occidentalis humboldtianus)
- Саймири Гумбольдта (Saimiri sciureus cassiquiarensis)
- Скунс Гумбольдта (Conepatus humboldtii)

### В растительном царстве
В честь Гумбольдта названы четыре рода растений:
- Гумбольдтара (×Humboldtara J.M.H.Shaw) (семейство Орхидные)
- Гумбольдтия (Humboldtia Ruiz & Pav.) (семейство Орхидные)
- Гумбольдтия (Humboldtia Vahl) (семейство Бобовые)
- Гумбольдтиелла (Humboldtiella Harms) (семейство Бобовые).

Ботанический номенклатурный справочник Index Kewensis, издаваемый Королевскими ботаническими садами Кью (Англия), включает 321 вид растений, названных в честь Гумбольдта.

### Другие названия
- Фонд Александра фон Гумбольдта — государственный немецкий фонд, поддерживающий научные исследования[54].
- Гора Гумбольдта — горная вершина в Свердловской области.
- Немецкий парусный корабль «Александр фон Гумбольдт».
- Немецкое исследовательское судно «Александр фон Гумбольдт».
- Немецкий круизный лайнер «Александр фон Гумбольдт».
- Судно-контейнеровоз CMA CGM Alexander von Humboldt[55].
- Университет Гумбольдта в Берлине.
- Международная немецкая школа имени Гумбольдта в Монреале (Канада).
- Институт тропической медицины имени Гумбольдта в Университете Кайетано Эредиа (Лима, Перу).
- Университет имени Гумбольдта в городе Аркейта (штат Калифорния, США).
- Высшая школа имени Гумбольдта в Сент-Поле (штат Миннесота, США).
- Первый национальный монумент, воздвигнутый в Венесуэле, посвящён Гумбольдту (исп. Monumento Nacional Alejandro de Humboldt, Caripe).
- Минерал гумбольдтин[итал.], природный двуводный оксалат железа.
- Памятник Александру фон Гумбольдту (Берлин)

### В филателии
- А. фон Гумбольдт изображён на почтовых марках СССР 1959 года, Западного Берлина 1969 года и ГДР 1969 года.

Почтовые марки
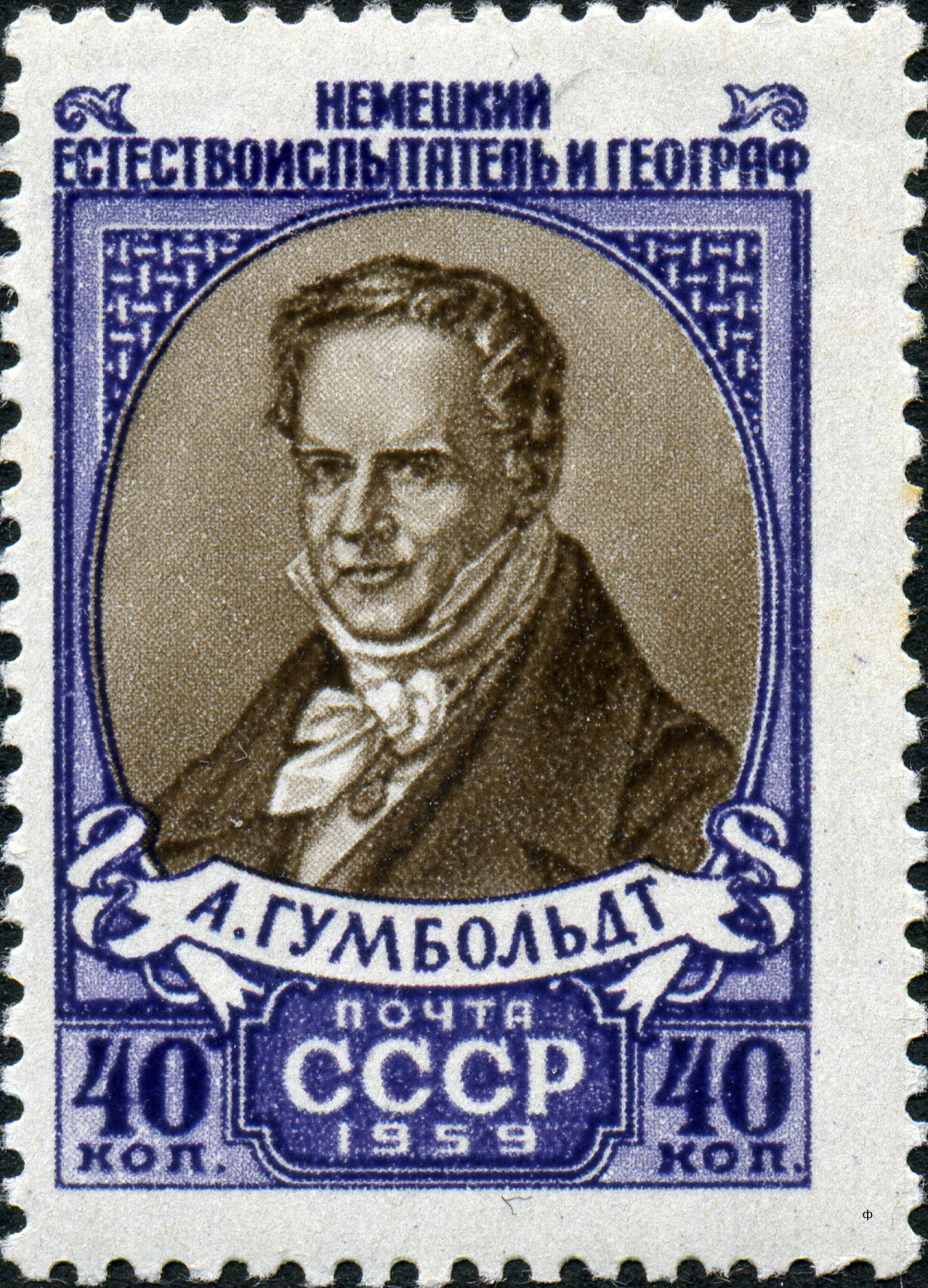
Почтовая марка СССР, 1959 год
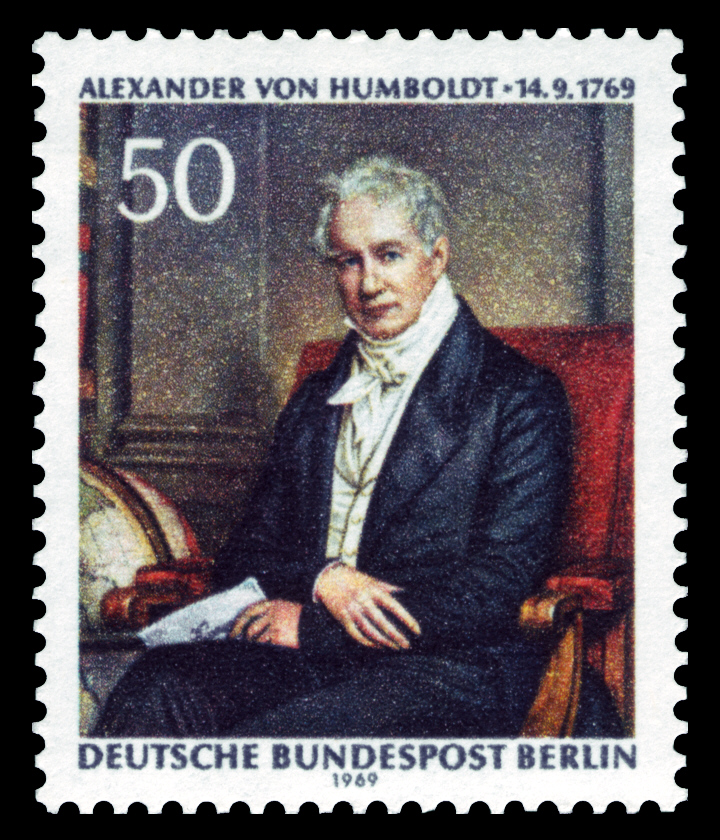
Почтовая марка Западного Берлина, 1969 год

## Гумбольдт в произведениях русских классиков
В 1829 году Гумбольдт, возвращаясь из своей поездки по России, ненадолго заехал в Москву. Вот как А. И. Герцен описывает в «Былом и думах» визит Гумбольдта в Московский университет:

Гумбольдт, возвращаясь с Урала, был встречен в Москве в торжественном заседании общества естествоиспытателей при университете, членами которого были разные сенаторы, губернаторы, — вообще люди, не занимавшиеся ни естественными, ни неестественными науками. Слава Гумбольдта, тайного советника его прусского величества, которому государь император изволил дать Анну и приказал не брать с него денег за материал и диплом, дошла и до них. Они решились не ударить себя лицом в грязь перед человеком, который был на Шимборазо и жил в Сан-Суси.

…Приём Гумбольдта в Москве и в университете было дело нешуточное. Генерал-губернатор, разные вое- и градоначальники, сенат — всё явилось: лента через плечо, в полном мундире, профессора воинственно при шпагах и с трёхугольными шляпами под рукой. Гумбольдт, ничего не подозревая, приехал в синем фраке с золотыми пуговицами и, разумеется, был сконфужен. От сеней до залы общества естествоиспытателей везде были приготовлены засады: тут ректор, там декан, тут начинающий профессор, там ветеран, оканчивающий своё поприще и именно потому говорящий очень медленно, — каждый приветствовал его по-латыни, по-немецки, по-французски, и всё это в этих страшных каменных трубах, называемых коридорами, в которых нельзя остановиться на минуту, чтоб не простудиться на месяц. Гумбольдт всё слушал без шляпы и на всё отвечал — я уверен, что все дикие, у которых он был, краснокожие и медного цвета, сделали ему меньше неприятностей, чем московский приём.

Когда он дошёл до залы и уселся, тогда надобно было встать. Попечитель Писарев счёл нужным в кратких, но сильных словах отдать приказ, по-русски, о заслугах его превосходительства и знаменитого путешественника; после чего Сергей Глинка, «офицер», голосом тысяча восьмисот двенадцатого года, густо-сиплым, прочёл своё стихотворение, начинавшееся так: «Humboldt — Promethee de nos jours!»

А Гумбольдту хотелось потолковать о наблюдениях над магнитной стрелкой, сличить свои метеорологические заметки на Урале с московскими — вместо этого ректор пошёл ему показывать что-то сплетённое из высочайших волос Петра I…; насилу Эренберг и Розе нашли случай кой-что рассказать о своих открытиях.

## Фильмы о Гумбольдте
- «Giganten». Humboldt — Ruf der grünen Hölle. Der wahre Entdecker. Größter Forschungsreisender der Neuzeit. Doku-Drama, 60 Min., Buch und Regie: Gero von Boehm, mit Matthias Habich als Alexander von Humboldt, Produktion: ZDF, Erstsendung: 8. April 2007, Inhaltsangabe des ZDF
- Alexander von Humboldt — aus seinem Leben — aus seinem Werk. Dokumentation, BR Deutschland, 1969, Regie: Martin Schließler
- Kosmos — Erinnerungen an Alexander von Humboldt. Dokumentarfilm, 41 Min., DDR, 1960, Buch und Regie: Karl Gass, Produktion: DEFA
- Die Vermessung der Welt (2012, «Измеряя мир») — фильм Д. Бука по одноимённому роману Д. Кельмана[56]
- Воздух свободы (фильм), 1996

## Труды

### Труды Александра Гумбольдта
- Mineralische Beobachtungen über einige Basalte am Rhein, Braunschweig, 1790 (нем.). Анонимное издание.
- Humboldt A. von. Voyage aux regions équinoxiales du Nouveau Continent, fait en 1799, 1800, 1801, 1802, 1803 et 1804 par Alexander Humboldt et Aimé Bonpland / red. A. de Humboldt. — Grand edition. — Paris: F. Schoell, 1805 (фр.) (Reise in die Aequinoctial-Gegenden des neuen Continents. (Übers. Hermann Hauff). Die einzige von Humboldt autorisierte Übersetzung; bei J.G. Cotta, Stuttgart 1859 (нем.))
- Humboldt A. von. Ideen zu einer Physiognomik der Gewächse. — Tübingen: J.G. Cotta, 1806 (нем.)
- Humboldt A. von. Ideen zu einer Geographie der Pflanzen nebst einem Naturgemälde der der Tropenlländer, auf Beobachtungen und Messungen gegründet welche nom 10 ten Grade nördlicher bis zum 10 ten Grade südlicher Breite, in den Jahren 1799, 1800—1803 angestellt worden sind, von Al. von Humboldt und A. Bonpland. — Tübingen: F.G. Cotta; Paris: F. Schoell, 1807 (нем.)
- Humboldt A. von. Ansichten der Natur mit wissenschaftlichen Erläuterungen. Bd 1. Über die Steppen und Wüsten. Ideen zu einer Physiognomik der Gewächse. Über Wasserfälle des Orinoco, bei Atures und Maypures. — Tübingen: J.G. Cotta, 1808 (нем.)
- Vues des Cordillères et Monuments des Peuples Indigènes de l’Amérique. 1810—1813 (фр.) (Pittoreske Ansichten der Cordilleren und Monumente americanischer Völker. Cotta, Tübingen, 1810 (нем.))
- Humboldt A. von. De distributione geographica plantarum: secundum cœli temperiem et altitudinem montium, prolegomena. — Lutetiæ Parisiorum: Libraria Græco-Latino-Germanica, 1817 (лат.)
- Humboldt A. von. Die lignes isothermes et de la distribution de la chaleur sur le globe // Mém. Physique et de Chimie de la Soc. d’Arcueil. 1817. T. 3. P. 462—602 (фр.)
- Humboldt A. de. Sur les lois que l’on observe dans la distribution des formes végétales // Dictionnaire des sciences naturelles. Strasbourg ; Paris: F.G. Levrault, imprimeur du Roi, 1820. T. 18. P. 359—436 (фр.)
- Deutsche Übersetzung: Kritische Untersuchungen über die historische Entwickelung der geographischen Kenntnisse von der Neuen Welt und die Fortschritte der nautischen Astronomie in dem 15ten und 16ten Jahrhundert. Aus dem Franz. übers. von Jul. Ludw. Ideler. Berlin, Nicolai, 1836 u. 1852 (нем.).
- Zentralasien (zusammen mit Wilhelm Mahlmann) 2 Bde. Berlin, Klemann, 1844 (нем.)
- Humboldt A. von. Kosmos — Entwurf einer physischen Welbeschreibung. — Stuttgart; Tübingen: G. Gottaschen. — Bd 1. — 1845; Bd 2. — 1847; Bd 3. — 1850; Bd 3 (Abt. 2). — 1851; Bd 4. — 1858; Bd 5. — 1862 (нем.)
- Ludmilla Assing (Hrsg.): Briefe von Alexander von Humboldt an Varnhagen von Ense aus den Jahren 1827 bis 1858. Leipzig 1860 (нем.)
- Ernst Werner Maria von Olfers (Hrsg.): Briefe Alexander v. Humboldt’s an Ignaz v. Olfers, Generaldirektor der Kgl. Museen in Berlin. Nürnberg und Leipzig [1913] (нем.)
- Ilse Jahn, Fritz G. Lange (Hrsg.): Die Jugendbriefe Alexander von Humboldts. (Beiträge zur Alexander-von-Humboldt-Forschung). Berlin 1973 (нем.)
- Kurt-R. Biermann (Hrsg.): Briefwechsel zwischen Alexander von Humboldt und Carl Friedrich Gauß. (Beiträge zur Alexander-von-Humboldt-Forschung). Berlin 1977 (нем.)
- Kurt-R. Biermann (Hrsg.): Briefwechsel zwischen Alexander von Humboldt und Heinrich Christian Schumacher. (Beiträge zur Alexander-von-Humboldt-Forschung). Berlin 1979 (нем.)
- Kurt-R. Biermann (Hrsg.): Briefwechsel zwischen Alexander von Humboldt und Peter Gustav Lejeune Dirichlet. (Beiträge zur Alexander-von-Humboldt-Forschung). Berlin 1982 (нем.)
- Kurt-R. Biermann (Hrsg.): Alexander von Humboldt. Vier Jahrzehnte Wissenschaftsförderung. Briefe an das preußische Kultusministerium. (Beiträge zur Alexander-von-Humboldt-Forschung). Berlin 1985 (нем.)
- Herbert Pieper (Hrsg.): Briefwechsel zwischen Alexander von Humboldt und C. G. Jacob Jacobi. (Beiträge zur Alexander-von-Humboldt-Forschung). Berlin 1987 (нем.)
- Hanno Beck (Hrsg.): Studienausgabe. 7 Bände (erschienen in 10 Bänden). Wissenschaftliche Buchgesellschaft, Darmstadt 1987—1997, ISBN 3-534-03100-8 (нем.)

Bd. 1: Schriften zur Geographie der Pflanzen. 1989, ISBN 3-534-03101-6
Bd. 2: Die Forschungsreise in die Tropen Amerikas. 3 Bände, ISBN 3-534-03102-4
Bd. 3: Cuba-Werk. 1992, ISBN 3-534-03103-2
Bd. 4: Mexico-Werk. 1991, ISBN 3-534-03104-0
Bd. 5: Ansichten der Natur. 1987, ISBN 3-534-03105-9
Bd. 6: Schriften zur Physischen Geographie. 1989, ISBN 3-534-03106-7
Bd. 7: Kosmos. 2 Bände, 1993, ISBN 3-534-03107-5
- Ulrike Moheit (Hrsg.): Alexander von Humboldt. Briefe aus Amerika. (Beiträge zur Alexander-von-Humboldt-Forschung). Berlin 1993 (нем.)
- Hans-Joachim Felber (Hrsg.): Briefwechsel zwischen Alexander von Humboldt und Friedrich Wilhelm Bessel. (Beiträge zur Alexander-von-Humboldt-Forschung). Berlin 1994 (нем.)
- Ingo Schwarz, Klaus Wenig (Hrsg.): Briefwechsel zwischen Alexander von Humboldt und Emil du Bois-Reymond. (Beiträge zur Alexander-von-Humboldt-Forschung). Berlin 1997 (нем.)
- Ulrike Moheit (Hrsg.): Das Gute und Große wollen. Alexander v. Humboldts Amerikanische Briefe. Berlin 1999 (нем.)
- Margot Faak (Hrsg.): Alexander von Humboldt. Reise durch Venezuela. Auswahl aus den amerikanischen Reisetagebüchern. (Beiträge zur Alexander-von-Humboldt-Forschung). Berlin 2000 (нем.)
- Margot Faak (Hrsg.): Alexander von Humboldt. Reise auf dem Río Magdalena, durch die Anden und Mexico. Aus seinen Reisetagebüchern. 2 Teile. (Beiträge zur Alexander-von-Humboldt-Forschung). 2. Auflage. Berlin 2003 (нем.)
- Ingo Schwarz (Hrsg.): Alexander von Humboldt und die Vereinigten Staaten von Amerika. Briefwechsel. (Beiträge zur Alexander-von-Humboldt-Forschung). Berlin 2004 (нем.)
- Ulrike Leitner (Hrsg.): Alexander von Humboldt. Von Mexiko-Stadt nach Veracruz. Tagebuch. (Beiträge zur Alexander-von-Humboldt-Forschung). Berlin 2005 (нем.)
- Ingo Schwarz (Hrsg.): Briefe von Alexander von Humboldt an Christian Carl Josias Bunsen Neue Edition. Berlin 2006 (нем.)
- Alejandro de Humboldt. Cartas americanas. ISBN 980-276-118-4, ISBN 980-276-119-2 (исп.)

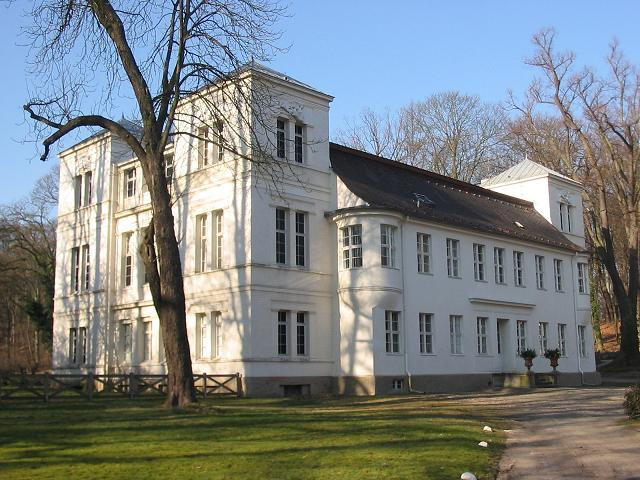
Дворец Тегель, родовая собственность Гумбольдтов. Реконструирован Карлом Фридрихом Шинкелем в 1820—1824 гг.

- Alexander von Humboldt. Sitios de las Cordilleras. — Sevilla, 2008, ISBN 978-84-9862-068-9 (исп.)

Переводы трудов на русский язык
- Гумбольдт А. фон. О физиогномике растений / Пер. с нем. А. Ф. Севастьянова. — СПб.: Имп. АН, 1823
- Гумбольдт А. фон. Космос : Опыт физического мироописания / Пер. с нем. Н. Фролова. — 2-е изд. — М.: Тип. А. Семена, 1862—1863. — Ч. 1. — 1862; ч. 2. — 1862; ч. 3. — 1863
- Гумбольдт А. География растений Архивная копия от 1 апреля 2015 на Wayback Machine / Под ред., с ввод. ст. и биогр. очерком Е. В. Вульфа, под общ. ред. Н. И. Вавилова. — М.—Л.: ОГИЗ — Сельхозгиз, 1936. — 228 с. — (Классики естествознания).
- Гумбольдт А. Картины природы / Пер. с нем. Т. И. Коншиной под ред. С. В. Обручева. — [4-е рус. изд.] — М.: Географгиз, 1959
- Гумбольдт А. Путешествие в равноденственные области Нового Света в 1799—1804 гг. — М.: Географгиз. — Т. 1: Остров Тенерифе и Восточная Венесуэла. — 1963; Т. 2: Плавание по Ориноко. — 1964; Т. 3: Страны Центральной и Южной Америки. Остров Куба. — 1969